# 高速鉄道

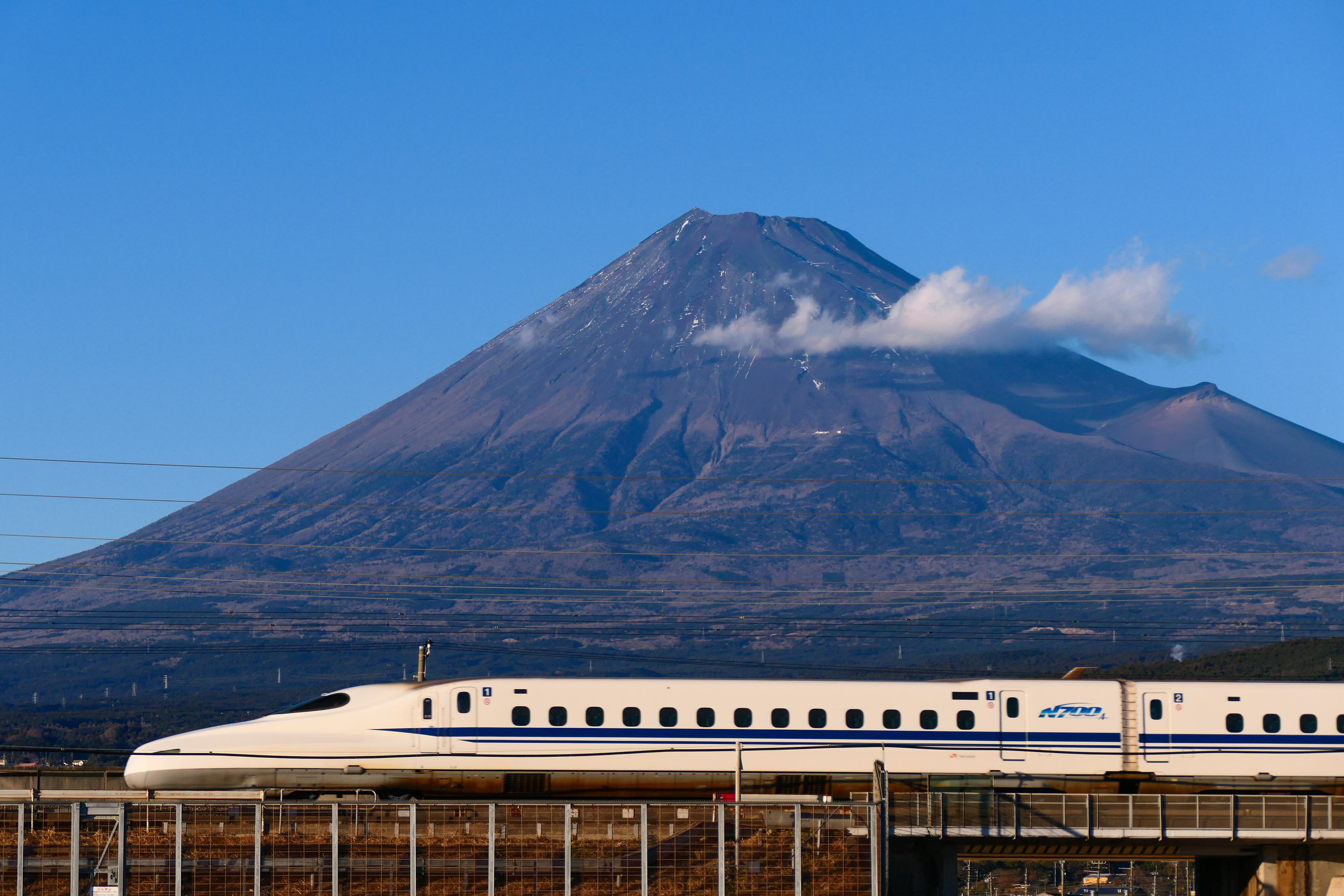
日本の東海道新幹線。世界初の高速鉄道である。

高速鉄道（こうそくてつどう）は、高速専用軌道によって、都市間を結ぶ鉄道である。
日本では、主たる区間が200km/h以上、国際鉄道連合では、最高速度250km/h以上で走行する鉄道を指す。
本稿では磁気浮上式鉄道（リニアモーターカー）のうち高速輸送を目的としたものも高速鉄道に含める。
最初の高速鉄道は、1964年に日本で運行を始めた「東海道新幹線」が起源である。このシステムは、後にイタリアのディレッティッシマ線に模倣され、その後フランス、ドイツ、スペインなどの国々でも導入されていた。現在、ヨーロッパの殆どの地域には広範な高速鉄道ネットワークが整備され、国際的な接続も充実している。21世紀に入ってからは、中国が高速鉄道の規模で世界一となり、2025年現在、中国の高速鉄道網は世界全体の約2/3を占めている。
その他にも、アメリカ、オーストリア、ベルギー、デンマーク、フィンランド、ギリシャ、インドネシア、モロッコ、オランダ、ノルウェー、ポーランド、ポルトガル、サウジアラビア、セルビア、韓国、スウェーデン、スイス、台湾、トルコ、イギリスなど、世界各地に広がっている。これらの高速鉄道はヨーロッパ大陸とアジア大陸を越えることもある。
高速鉄道は、特化した車両と専用軌道とを統合したシステムを用い、従来の鉄道よりも著しく高速で運用される交通機関である。最速かつ最も効率的な地上輸送手段とされるが、大きな曲線や緩やかな勾配、立体交差軌道が必要となるため、建設費用が高く、必ずしも経済的に有利とは言えない。高速列車は通常、広いカーブや緩やかな勾配を持つ標準軌の無縫線路を走る。しかし、ロシアやウズベキスタンでは、広い伝統的な鉄道軌道に合わせた高速鉄道の開発が進められており、狭軌の高速鉄道は存在していない。また、日本やスペインでは、既存の鉄道網が標準軌とは異なる軌距を採用することもあり、高速鉄道はその国の伝統的な軌距ではなく、標準軌に基づいて建設されている。

## 呼称と表記
- 日本語では、そのまま「高速鉄道」と表記されている。
  - 「新幹線」という言葉は、もともと「高速運行を目的とした新しい幹線鉄道」を意味する一般名詞であった。しかし、法的な定義は無いものの、現代の日本メディアでは新幹線が「専ら日本の高速鉄道システムを指す言葉」として定着しており、他国の高速鉄道とは区別されている[注 1]。
- 英語では、
  - 最も正確な表記は「high-speed rail」で、略称は「HSR」。
  - 「high」と「speed」の間にはハイフンが必要である。ただし、よりカジュアルな表現として「high speed rail」や「high-speed railway」なども使われている。
  - また、高速鉄道の列車はその頭部が「弾丸」に似ていることから、欧米圏で「bullet train[5]（弾丸列車）」と呼ばれることが多い。

- 中国語では、高速鉄道は「高鉄[6]」と略されることがある。その漢字表記が日本の新字体とは異なり、中国大陸では簡体字で「高速铁道[7]」、台湾では繁体字で「高速鐵道[8]」と表記され、「鉄」の書き方は日本と異なるが、「高・速・道」の部分はまったく同じである。

## 定義
現時点（2025年）では、高速鉄道に関する統一的な定義は存在しない。
技術の進歩に伴い、列車の営業最高速度は向上し、高速鉄道の捉え方には先進国と後発国で違いが生じている。そのため、各国は独自の基準を設け、複数の定義が存在し、以下にその例を挙げる。

### 日本
世界初の高速鉄道を定義する法律は、日本に由来するものである。
1970年5月18日、日本政府は『全国新幹線鉄道整備法（昭和45年法律第71号）』を制定し、第2条において「新幹線鉄道とは、その主たる区間を列車が二百キロメートル毎時以上の高速度で走行できる幹線鉄道をいう」と書いた。これにより、日本では長らく高速鉄道の基準を「時速200km」と明確に定め、1964年に運行を開始した新幹線ネットワークの枠組みが構築されていた。
日本の定義によれば、磁気浮上式鉄道や超高速鉄道は高速鉄道の一種と見なされている。

### 国際鉄道連合
国際鉄道連合（UIC）は、高速鉄道を次の3つの基準で分類する。
- 基準I： 高速専用に新たに建設された線路で、最大走行速度が少なくとも250 km/hであるもの。
- 基準II：既存の線路（在来線）を高速運行用に改良したもので、最大走行速度が少なくとも200 km/hであるもの。
- 基準III：既存の線路を特別に改良したもので、最大走行速度が少なくとも200 km/hであるが、都市部を通過する区間や地形的な制約により、一部の区間で速度が低くなることがある。

また、「高速鉄道」と「超高速鉄道」は別物として定義されており、それらの使い分けは次の通り：
1. 高速鉄道の場合、最大走行速度は200 km/hを超えること。
2. 超高速鉄道の場合、最大走行速度は250 km/hを超えること。
3. 回廊全体の平均走行速度が、高速鉄道の場合は150 km/hを超え、超高速鉄道の場合は200 km/hを超えること[9]。

何故「200 km/h」という基準が選ばれたのかには、幾つかの技術的な要因がある：
- この速度を超えると、幾何学的な欠陥の影響が強まり、軌道の粘着力が低下し、空気抵抗が大幅に増加する。
- トンネル内での気圧変動が乗客に不快感を与える。
- 運転手が線路脇の信号を識別するのが難しくなる。標準的な信号設備は、200 km/h未満の速度で使用されることが多く、米国では127 km/h、ドイツでは160 km/h、イギリスでは201 km/hが伝統的な制限となっている[16]。欧米圏ではこれらの速度を超えると、乗客の安全を確保するため、列車制御や欧州列車制御システム（ETCS）の導入が必要となり、法的にも義務付けられることがある。

さらに、UICは「高速鉄道に関する定義が複数存在すること」を認めている。
- なぜなら、日本や欧州・米国・中国の基準はそれぞれ異なり、他国の基準を無理に国際基準に合わせて押し付けると、反発を招きやすく、UICの存在意義が薄れてしまうからである。

- 最初は欧州諸国の『EC指令96/48[17]』を参照して定義したが、日本と米国の基準にはどうしても合わないため、最終的には統一的な定義を諦めた。

- 現在では、UICの認定を受けるためには、高速鉄道が単に特定の速度を超える列車であるだけでなく、通常の鉄道とはまったく異なるシステムを持つことが求められている。例えば、商業運行で200 km/hに達する多くの従来型の牽引列車（フランスのSNCFインターシティやドイツのDB ICなど）は、速度が速くても高速鉄道とは見なされず、通常の鉄道として定義されている。

### 欧州連合
欧州連合（EU）に参加する全ての国々は、高速鉄道に関して統一された定義を共有している。1996年の『欧州連合指令96/48/EC』の「附則1（トランスヨーロッパ高速鉄道網も参照）」では、高速鉄道を以下のように定義する。
- 最低速度：新たに建設された高速専用鉄道の場合は最低250 km/h、在来線を改良した場合は約200 km/hとなる。この基準は「最低速度」を定めたもので、最高速度ではない。速度基準は線路の少なくとも1セクションに適用され、車両は高速鉄道として認められるため、最低でも200 km/hの速度を出すことが求められている。
- インフラ整備：高速移動のために専用に建設された、または高速移動のために改良された線路であることが求められている。特に野生動物を保護するため、線路への侵入を防ぐ配慮が求められている。
- 規格：使いやすさやサービス品質を確保するため、どの国で生産された車両や安全装置・接続部であっても、欧州統一の規格との完全な互換性が求められている[19]。

また、以上の定義は1996年に策定されたもので、イギリスは2016年のEU離脱後もその定義を引き続き使用している。

### 米国
『アメリカ合衆国の連邦法』では、高速鉄道を「少なくとも時速110マイル（180 km/h）に達することが期待される都市間旅客鉄道サービス」と定義する。

### 中国
中国の鉄道省の『鉄道省令第34号（2013年）』によれば、高速鉄道は250 km/h以上で運行することを目的に新設された旅客鉄道であり、初期運行時には200 km/hで問題ないが、安定運行後には250 km/hでなければなない。

### 韓国
韓国では『鉄道サービス法（2004年）』に基づき、高速鉄道と通常の鉄道は最大速度に応じて3つの種類に分類されている。
- 高速鉄道：大部分の区間で、300 km/h以上の速度で運行可能。
- 準高速鉄道：大部分の区間で、200 km/hから300 km/hまでの速度で運行可能。
- 通常線路：大部分の区間で、200 km/h未満の速度で運行可能 。

### オーストラリア
オーストラリア議会の『ハイスピード鉄道法』（High Speed Rail Authority Act 2022）では、高速鉄道を250 km/hを超える速度で走行可能な列車を支える鉄道として定義している。しかし、2025年現在、オーストラリアにはこの定義を満たす鉄道は存在していない。

## 高速鉄道網

### 地図
各国の高速鉄道網
- 米国
- 欧州
- 中東
- 東アジア
- 南アジアと東南アジア

     310–350 km/h      270-300 km/h      240–260 km/h      200–230 km/h      200 km/h未満      建設中

### 試験走行（有人）での最高速度

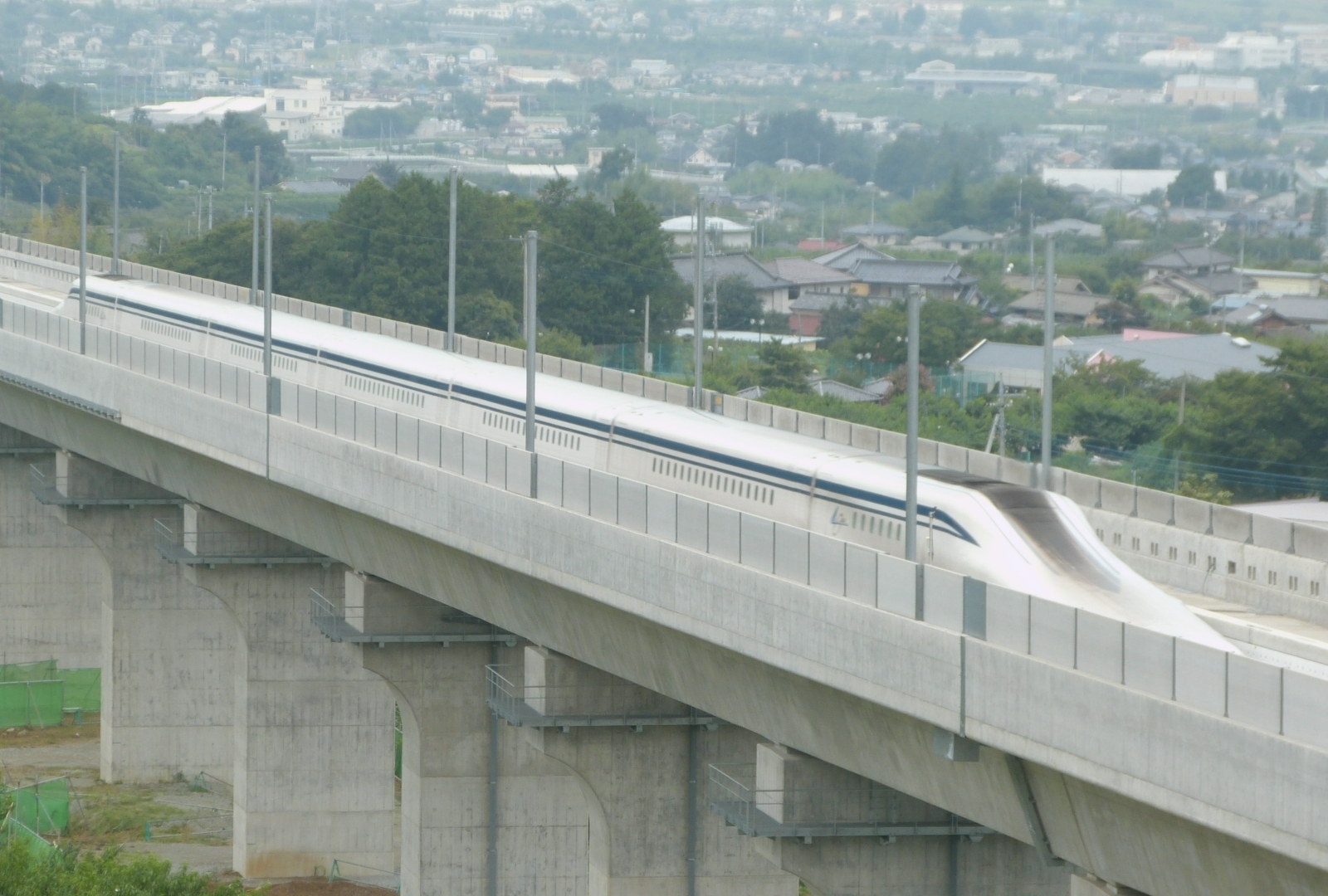
超電導リニア - 有人試験走行で世界最高速車両

磁気浮上式鉄道の速度記録
603 km/h 超電導リニア L0系（日本）7両編成 2015年4月
鉄輪式鉄道の速度記録
574.8 km/h TGV POS（フランス）5両編成 2007年4月

1955年に記録して以来、鉄輪式の世界速度記録はほぼ一貫してフランス国鉄が保持してきた。最新の速度記録はTGV POSの特別編成によって、新しく建設されていたLGV東線で達成されたものである。この試験走行は概念実証が目的であり、速度記録は営業編成に大幅な改組・改造を施した車両によって樹立された。

### 営業最高速度
- (1) 430 km/h

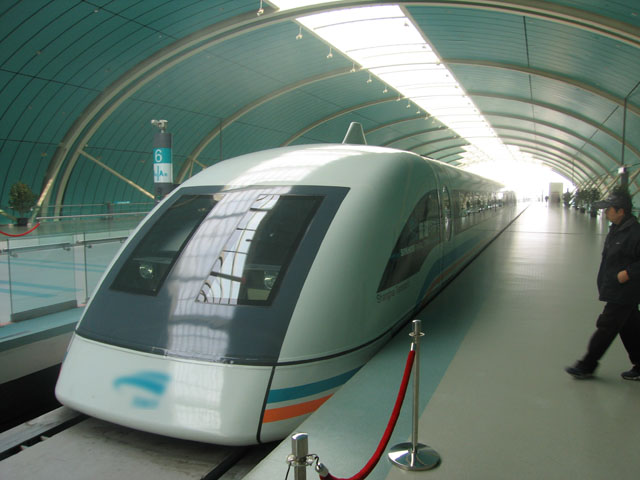
上海トランスラピッド - 世界最高速営業車両

  - 上海トランスラピッド（中華人民共和国、磁気浮上式）
- (2) 350 km/h
  - 京滬高速鉄道（中華人民共和国）
- (3) 320 km/h
  - TGV[注 2]（フランス）
  - 新幹線[注 3][25]（日本）
  - ICE[注 4]（ドイツ）
  - ユーロスター[注 5]（イギリス・フランス・ベルギー）
- (4) 310 km/h
  - AVE[注 5]（スペイン）
- (5) 305 km/h
  - KTX・SRT（韓国）

## 各国の高速鉄道開業年
- 1964年 - 日本（東海道新幹線開業。世界初の高速列車0系が登場。これを皮切りに、各国で続々と導入例が現れ、運行区間を拡大させている。）
- 1966年 - 西ドイツ（既設路線の一部で試験的に最高速度を200 km/hに引き上げた上で運行開始。）
- 1969年 - アメリカ合衆国（メトロライナー。日本の新幹線に触発され導入。当初のメトロライナー電車は早期に撤退したが、メトロライナー自体は電気機関車牽引の客車列車として運転を継続。のち1999年にはフランスのTGV技術を使った高速列車編成「アセラ・エクスプレス」が登場する。）
- 1974年 - ソ連（当時ER200型。現在のソコル運転区間。同路線において現在更なる高速鉄道が建設中）
- 1976年 - イギリス（IC125/IC225/Virgin Voyager/Virgin Pendolino/395形/800形/801形）
- 1977年 - ポーランド（高速新線としてポーランド国鉄4号線が開業、但し200 km/h運転が開始されたのは2014年である。）
- 1978年 - イタリア（ディレティッシマがローマ - フィレンツェの一部区間で開業）
- 1981年 - フランス（TGV、高速新線はLGV）
- 1991年 - ドイツ（ICE、高速新線はNBS）
- 1992年 - スペイン（AVE、他にイタリアからETRベースのAralis、AVEの在来線版のユーロメッドなどもある。）
- 1993年 - スウェーデン（X2000（現在のSJ2000）、ストックホルム近郊に高速新線がある。）
- 1995年 - フィンランド（ペンドリーノ S220：イタリアのETR460がベース）
- 1996年 - スイス (ICN)
- 1997年 - ベルギー（国内の高速新線HSL 1（ブリュッセル - フランス国境）、2002年にはHSL 2（ブリュッセル - ルーベン - リエージュ - ドイツ国境）が開通、1994年から乗り入れていたTGVとユーロスター、タリスが速度向上を果たした。）
- 1999年 - ノルウェー（シグナチュール）
- 1999年 - ポルトガル（アルファ・ペンドゥラール：イタリアETR460がベース）
- 2000年 - スロベニア（ETR310：イタリア製）
- 2004年 - 韓国（フランスのTGV/LGV技術を導入して高速鉄道KTXの部分開業を果たした）
- 2007年 - 中華人民共和国（高速線での250 km走行が始まる）
- 2007年 - 台湾（台湾高速鉄道：日本の新幹線車両の台湾高速鉄道仕様を導入（台湾新幹線）[注 6]）
- 2009年 - トルコ（トルコ高速鉄道：アンカラ - エスキシェヒール間が部分開業。更にイスタンブールに延伸の予定[16]）
- 2011年 - ウズベキスタン（タシュケント・サマルカンド高速鉄道）
- 2018年 - サウジアラビア（ハラマイン高速鉄道）
- 2018年 - モロッコ（タンジェ＝カサブランカ高速鉄道）
- 2023年 - インドネシア（ジャカルタ・バンドン高速鉄道）

## 高速鉄道のグローバル展開
高速鉄道は、莫大な建設財源などの問題はあるものの、世界の鉄道業界において中長期的には非常に有望な市場である。特に北アメリカやBRICS、アジア諸国では今後大幅な進展が期待されるほか、高速鉄道網が発達している西ヨーロッパ諸国でも潜在需要は少なくない。各国は、この市場を制覇すべく高速鉄道の売込みにしのぎを削っている。
同時に、特に西ヨーロッパでは、高速鉄道の相互乗り入れ（インターオペイラビリティ）も進展している。

## 建設計画など

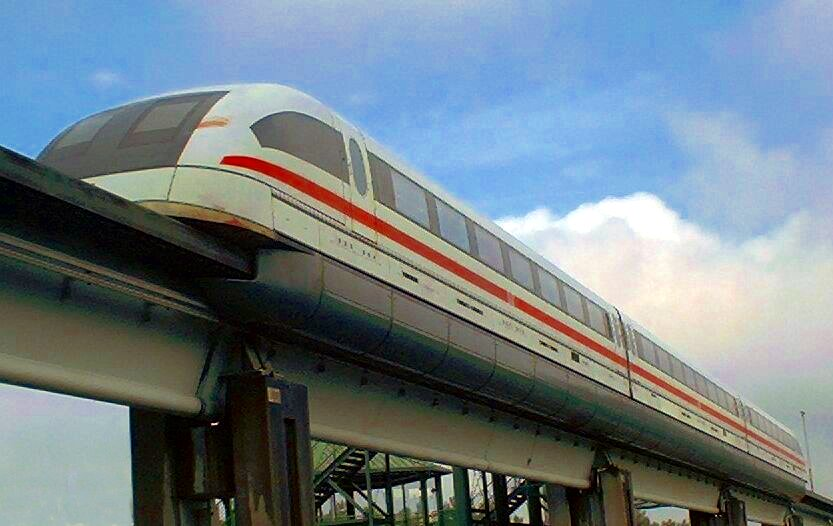

-  日本

いくつか新幹線の建設計画が進められている。2035年以降にリニア中央新幹線品川 - 名古屋間、2038年度末に北海道新幹線新函館北斗 - 札幌間が開業する予定。※詳細は各路線の項目を参照。
-  欧州連合（EU）

2007年9月25日に欧州議会は、EU域内の国際旅客鉄道輸送の自由化を可決し、EUの国境を超える国際鉄道旅客輸送は2010年に自由化される。既にイタリアのNTV社が、イタリア国内の高速鉄道輸送に参入することを決定しているほか、航空会社のエールフランス‐KLMも参入を検討している。
-  オランダ・ ベルギー

2009年にはオランダのスキポール - ロッテルダム - ブレダ／ベルギー国境までの高速新線オランダ南高速線とベルギーのブリュッセル - アントウェルペン - オランダ国境を結ぶベルギー高速鉄道4号線が完成した。
-  ドイツ 

バイエルン州ではトランスラピッドの建設が計画されていたが、2008年3月に中止が決定された。
-  スウェーデン

ウメオ - ルレオ間を結ぶ北ボスニア線、ストックホルム - リンシェーピング間を結ぶ東線、リンシェーピング - イェーテボリ間を結ぶイェータランド線、リンシェーピング - ヘルシンボリ間を結ぶヨーロッパ線などが計画されている。
-  ポーランド

ワルシャワからウッチを経由しポズナンおよびヴロツワフに至る高速鉄道計画があったが、2011年に白紙になった。
-  スイス

アルプトランジット計画として、アルプス山脈の地下を南北に貫く高速鉄道計画がある。
-  イギリス

2005年6月2日、CTRL国内路線で運行する高速車両において、A-trainで臨んだ日立と契約を結び、2009年に部分開業した。また、HS2と呼ばれるロンドンとイングランド北部を結ぶ高速鉄道が、まず「第1期」として中部の主要都市マンチェスターを結ぶ区間で2029年の開業を目指し建設中。2021年12月9日、日立とフランスのアムストム社がHS2向け車両54編成の製造・保守を受注したと発表した。このほか、2005年からトランスラピッドタイプの磁気浮上式鉄道の導入計画も浮上したが、2007年に却下された。
-  ロシア

2006年5月、モスクワ - サンクトペテルブルク間で建設中の高速鉄道向けの車両において、ドイツ・シーメンス社とICE3ベースの新型車両サプサンの納入契約を交わした。また、日本の新幹線技術にも関心を寄せており、2007年にはモスクワ - ソチ間での新幹線技術導入に向けたトップレベルの交渉が行われている。
-  カザフスタン

アスタナ - アルマトイ間（約1,011 km）を最高速度250 km/hで結ぶ高速鉄道計画がある。2011年にはカザフスタン鉄道とスペインのタルゴの間で合弁会社が設立されている。
-  中華人民共和国

2011年に開業した、北京と上海を結ぶ京滬高速鉄道は、日仏独加の受注合戦が熾烈を極め、最終的に全ての国が受注し、得た技術を基に自国生産を開始。2008年8月から、和諧号（中国鉄路高速）が一部の車両の設計値を大きく超える350 km/hで営業し鉄輪式の営業最高速度記録を持っていたが、2011年7月以降、高コストと安全性への懸念のため最高速度を300 km/hに落としていた。2017年9月21日より京滬高速鉄道で再び最高速度を350 km/hに引き上げた。
-  タイ

タイ高速鉄道計画としてバンコク - ナコーンラーチャシーマー間を最高速度200 km/hで結ぶ計画がある。
-  ベトナム

ベトナム高速鉄道計画としてハノイ - ホーチミン間を結ぶ計画がある。
-  フィリピン

マニラ - アンヘレス間を結ぶ構想がある。
-  マレーシア・ シンガポール

クアラルンプール - シンガポール間を結ぶ計画がある。
-  インドネシア

ジャカルタ - スラバヤ間（約685 km）を最高速度300 km/hで結ぶ高速鉄道計画があり、2008年にインドネシア政府と日本の国際協力機構が事前調査を行っていたが、最終的には予算の都合で見直しになり、結局日本提案のものを断り中国提案のものを採用した。
-  ミャンマー

ヤンゴン - 昆明間（約1,920 km）を結ぶ高速鉄道が中国主導で計画されていたが、2014年に白紙になった。
-  インド

ムンバイ - アフマダーバード間（508.18 km）、バンガロール - ハイデラバード間、アムリトサル - ニューデリー - ラクナウ間、パトナ - コルカタ間、チェンナイ - バンガロール間などで最高速度250 - 300 km/hの高速鉄道計画がある。高速鉄道の事業化に向けて日印両政府が政府間協議に入ることで合意しており、このうち第1号路線として検討されているムンバイ - アフマダーバード間では日本の新幹線方式が採用された。
-  パキスタン

ラーワルピンディー - ラホール間（約280 km）を最高速度300 km/hで結ぶ高速鉄道計画がある。
-  イラン

エスファハーン - ゴム間（約240 km）を最高速度250 - 270 km/hで結ぶ高速鉄道計画があり、テヘラン方面への在来線に直通予定。また、テヘラン - マシュハドをトランスラピッドで結ぶ計画がある。
-  イラク

バグダード - バスラ間（約650 km）を最高速度250 km/hで結ぶ高速鉄道計画がある。
-  サウジアラビア

メッカ - ジッダ - マディーナ間（約440 km）の高速鉄道が既に開業している。
-  トルコ

トルコ高速鉄道としてイスタンブール - アンカラ間（約533 km）とアンカラ - コンヤ間が既に開業している他、アンカラ - スィヴァス間およびアンカラ - イズミル間を結ぶ高速鉄道計画がある。
-  アメリカ

- カリフォルニア高速鉄道による全長1,127 kmの鉄道建設計画が1996年に州政府によって策定された。建設には90億ドルの州債が発行されるため、2008年11月の総選挙でその是非について問われ、賛成票が多かったため、前進した。ロサンゼルスのユニオン駅とサンフランシスコのトランスベイ・ターミナル間を2時間半で結ぶ事になる。
- またカリフォルニア州パームデールとネバダ州ラスベガスを結ぶエクスプレスウエストが中国資本で計画されていたが、2016年6月に「中国企業側は期限内に義務を履行できない可能性があるため」として合弁会社設立を取り止めると発表した。
- ニューヨーク - ボストン - ワシントンD.C.、アナハイム - ラスベガスなどに磁気浮上式高速鉄道建設計画（Maglev Deployment Program）がある。
- テキサス・セントラル・レイルウェイ高速鉄道建設計画があり、テキサス州ヒューストン - ダラス間を結ぶ。2025年の開業を予定している。
- テキサス州 - フロリダ州ルートに、カナダのボンバルディア社製の「ジェットトレイン」を建設する構想がある。
- 構想段階の超高速鉄道としてはテスラモーターズ等が主導する、サンフランシスコ - ロサンゼルス間を30分でつなぐ空気浮上式のハイパーループ計画が持ち上がっている。

-  カナダ

ウィンザーからトロント、モントリオールを経由してケベック・シティーまでを、TGVとフランスのターボトレイン技術を基に製作されたボンバルディア社製の「ジェットトレイン」（最高速度300 km/h）の建設計画がある。その他、エドモントン - カルガリー間を結ぶ構想もある。また、2022年7月、TRANSPOD社が、専用チューブ内を走行し、最高速度1,000km/h超とする電動輸送システム「FluxJet」を発表、アルバータ州のカルガリーとエドモントンを結ぶ路線の建設に向けた取組を開始したいう。
-  メキシコ

メキシコシティ - グアダラハラ間を最高速度300 km/hの高速鉄道計画がある。
-  ブラジル

ブラジル高速鉄道としてリオデジャネイロ - サンパウロ - カンピーナスを高速鉄道で結ぶ計画を進めており、当初は2015年に完成予定であったが、2010年現在、予算の確保等の事情から未定である。シビルエンジニアリング2010年4月号によれば、2009年にブラジル政府から示された入札ドラフトでは、事業費は政府が30%程度出資し、残りの建設費は落札した事業者がPhased Project Planning（段階的プロジェクト計画）等により調達することを前提としている。このため、今後予定される入札は、インフラ全体の建設だけではなく今後40年間の事業権を含めた事業が対象となる見込み。従って、鉄道建設や運用に関する技術力はさほど重視されず、建設及び運営コストの圧縮を重視した企業群が有利となる模様。
-  アルゼンチン

ブエノスアイレス - ロサリオ - コルドバ間（約710 km）を結ぶ高速鉄道計画があり、2007年に行われた入札でアルストム社を中心としたフランスのコンソーシアムが優先交渉権を獲得。TGV Duplexをベースとした車両が採用される予定だが、資金トラブルにより進展は見られていない。
-  チリ

サンティアゴ - バルパライソ間に高速鉄道計画が存在する。
-  モロッコ

タンジェ＝カサブランカ高速鉄道が既に開業している他、カサブランカ、マラケシュ、アガディール方面への延伸計画がある。
-  南アフリカ

ヨハネスブルグ - ダーバン間（約700 km）の高速鉄道計画があり、韓国がKTXの技術供与を申し出ている。
-  エジプト

2021年1月、エジプト政府は独・シーメンス社との間で、地中海北部の都市エル・アラメインを起点とし、新行政首都とアレクサンドリアを経由しながら、紅海沿岸のアイン・スクナに至る高速鉄道の建設契約を結んだ。その後、アスワンやサファワなどの他都市にも段階的に延伸される計画である。
-  オーストラリア

シドニー - キャンベラ間を結ぶ高速鉄道構想があり、将来的にメルボルンまで延伸することが視野に含まれている。
- その他

北朝鮮、ラオス、イスラエル、アルジェリア、アイルランド、ノルウェーなどに高速鉄道の建設計画または構想がある。

## ギャラリー

### 鉄輪式高速鉄道
シーメンス、アルストム、ボンバルディア・日立、タルゴ、CAF、中国高速鉄道、およびJRなどが高速鉄道技術（300km/h級）を持っている。

#### 日本

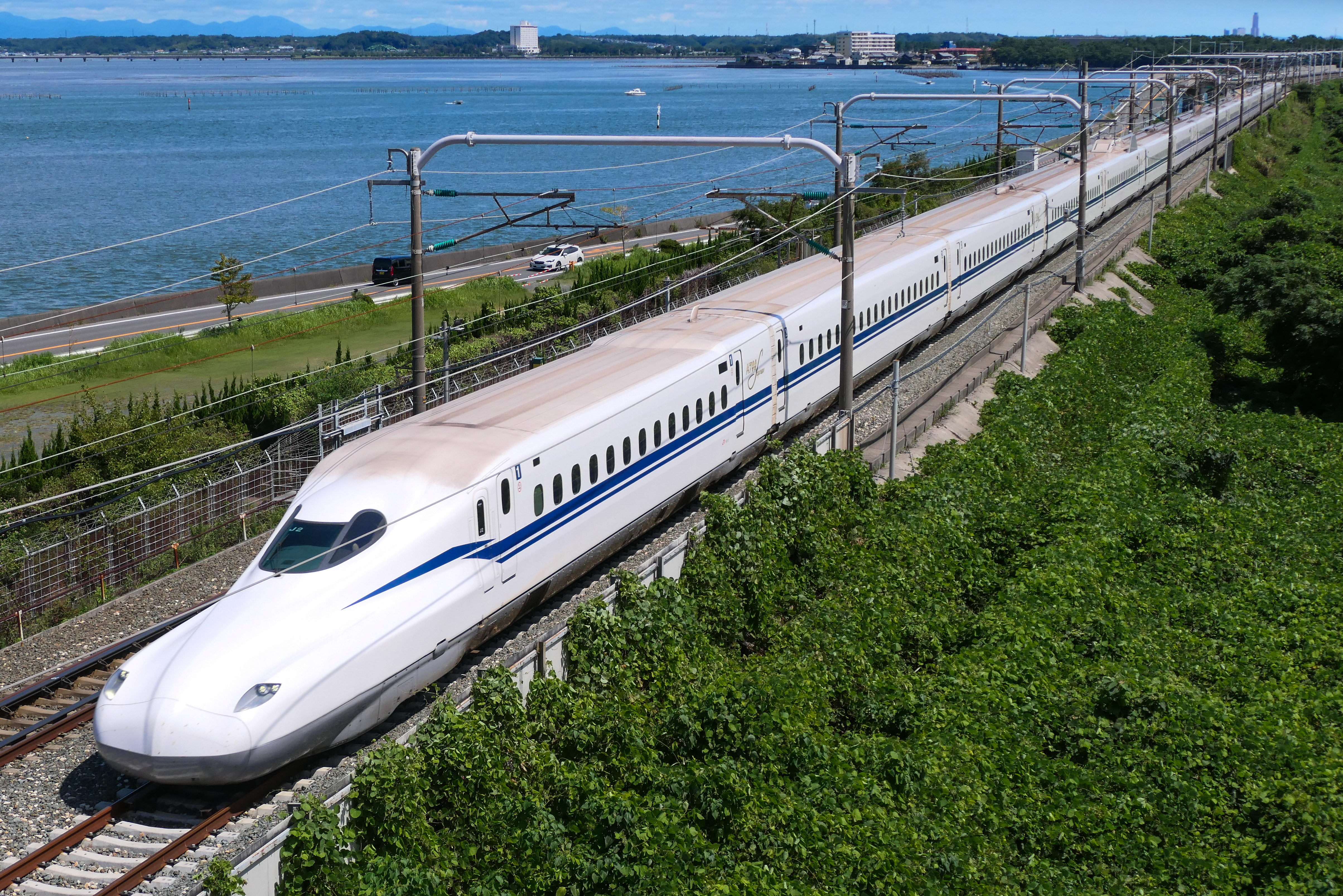
東海道・山陽新幹線N700S系
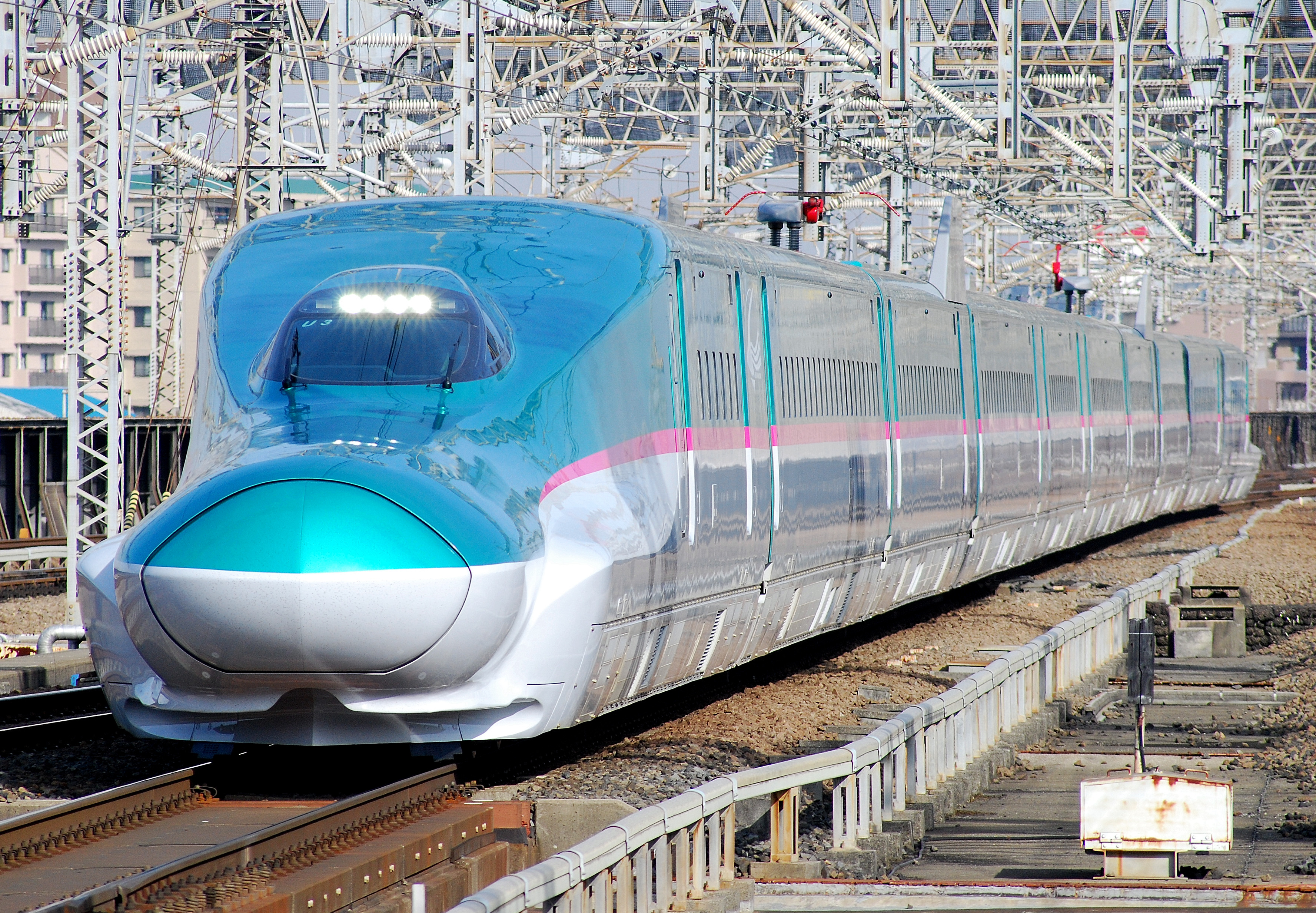
北海道・東北新幹線E5系
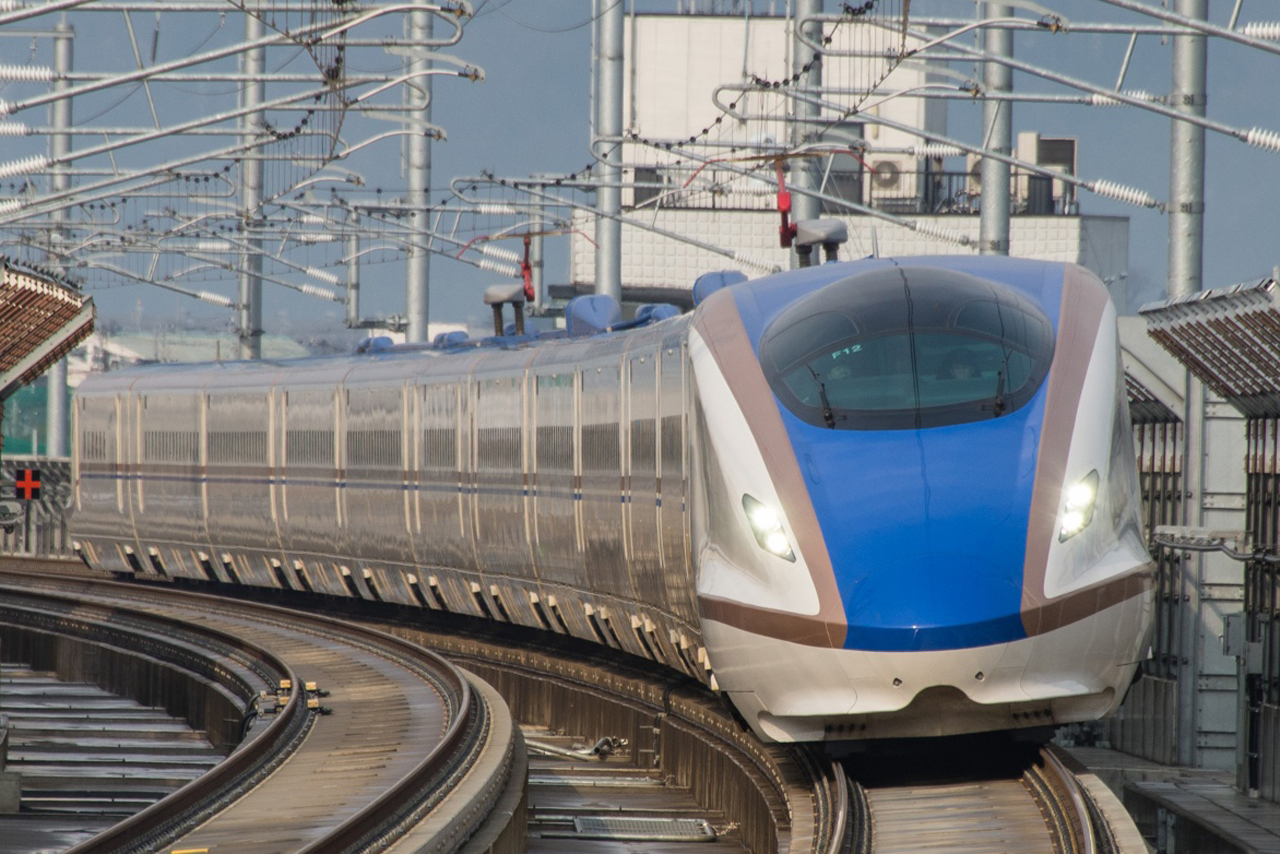
上越・北陸新幹線E7系・W7系
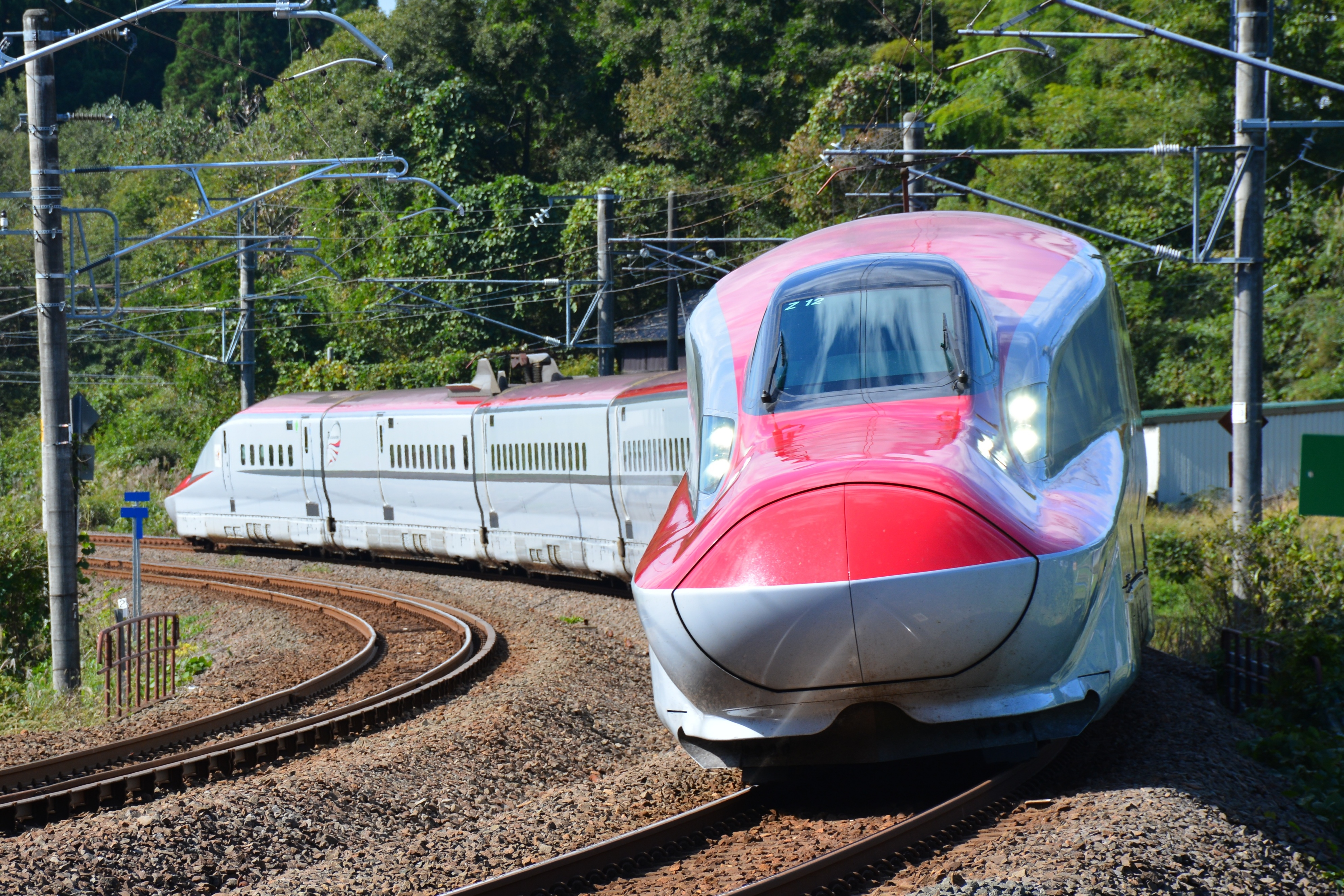
秋田新幹線E6系
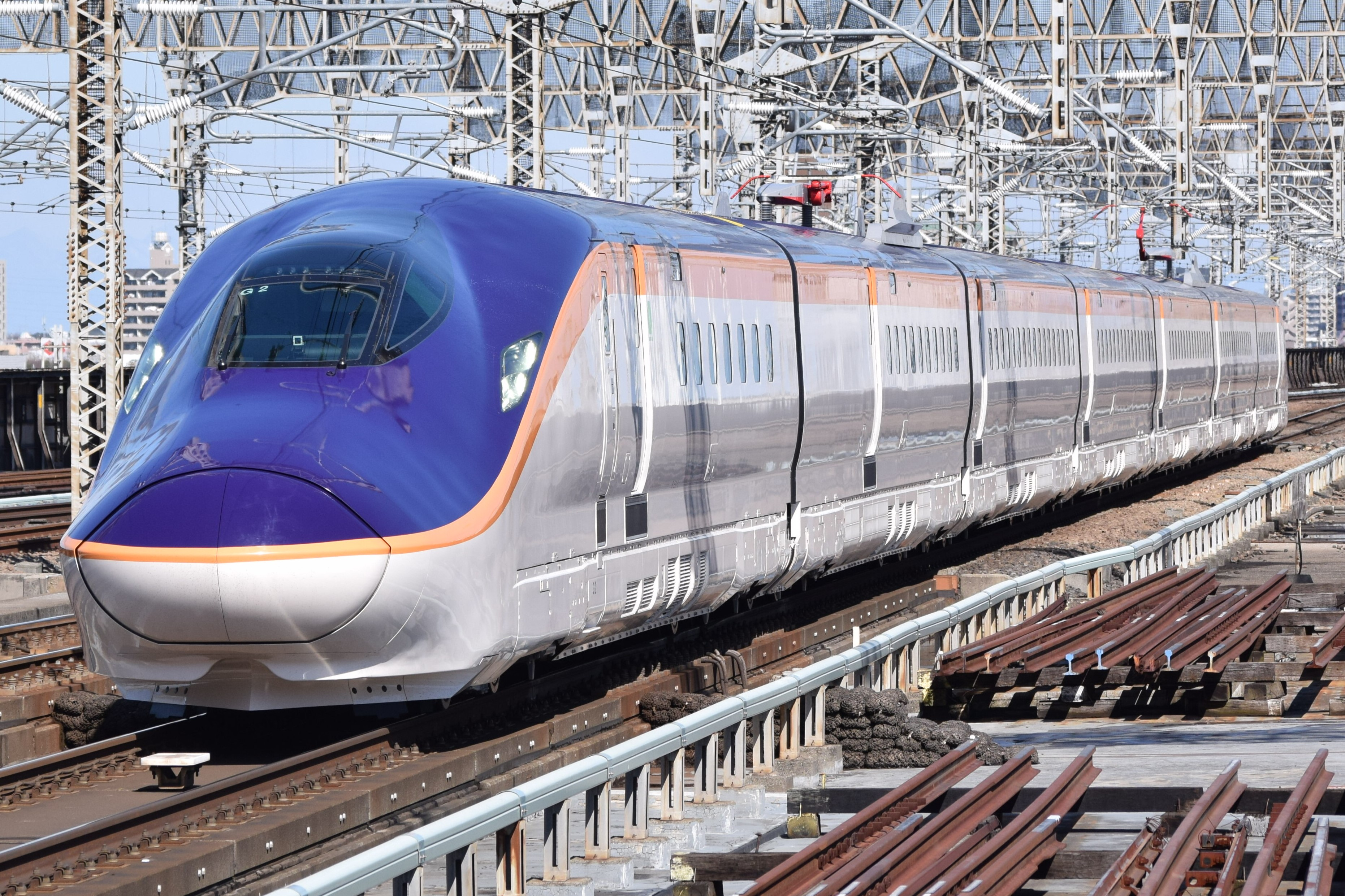
山形新幹線E8系
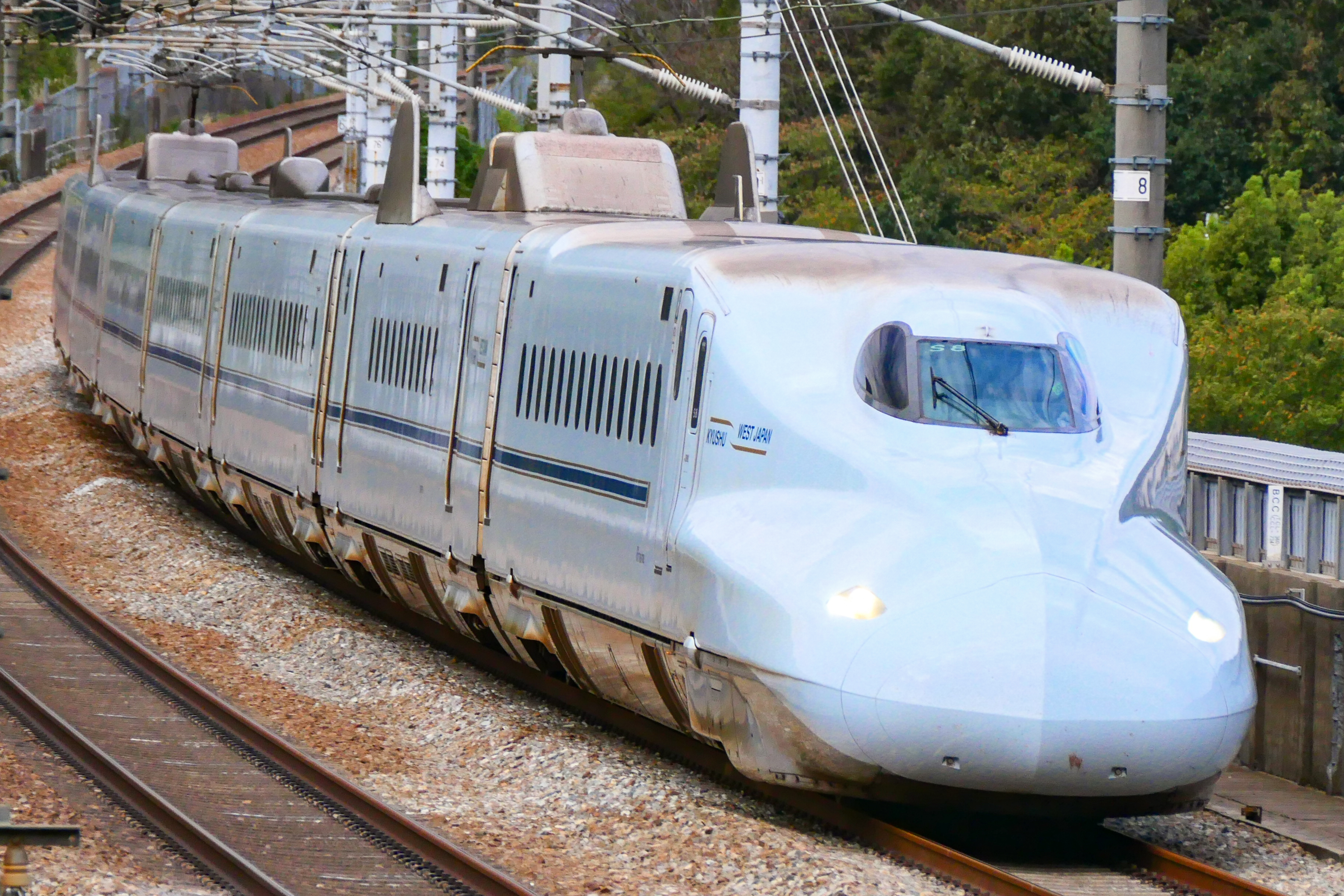
山陽・九州新幹線N700系

#### アジア

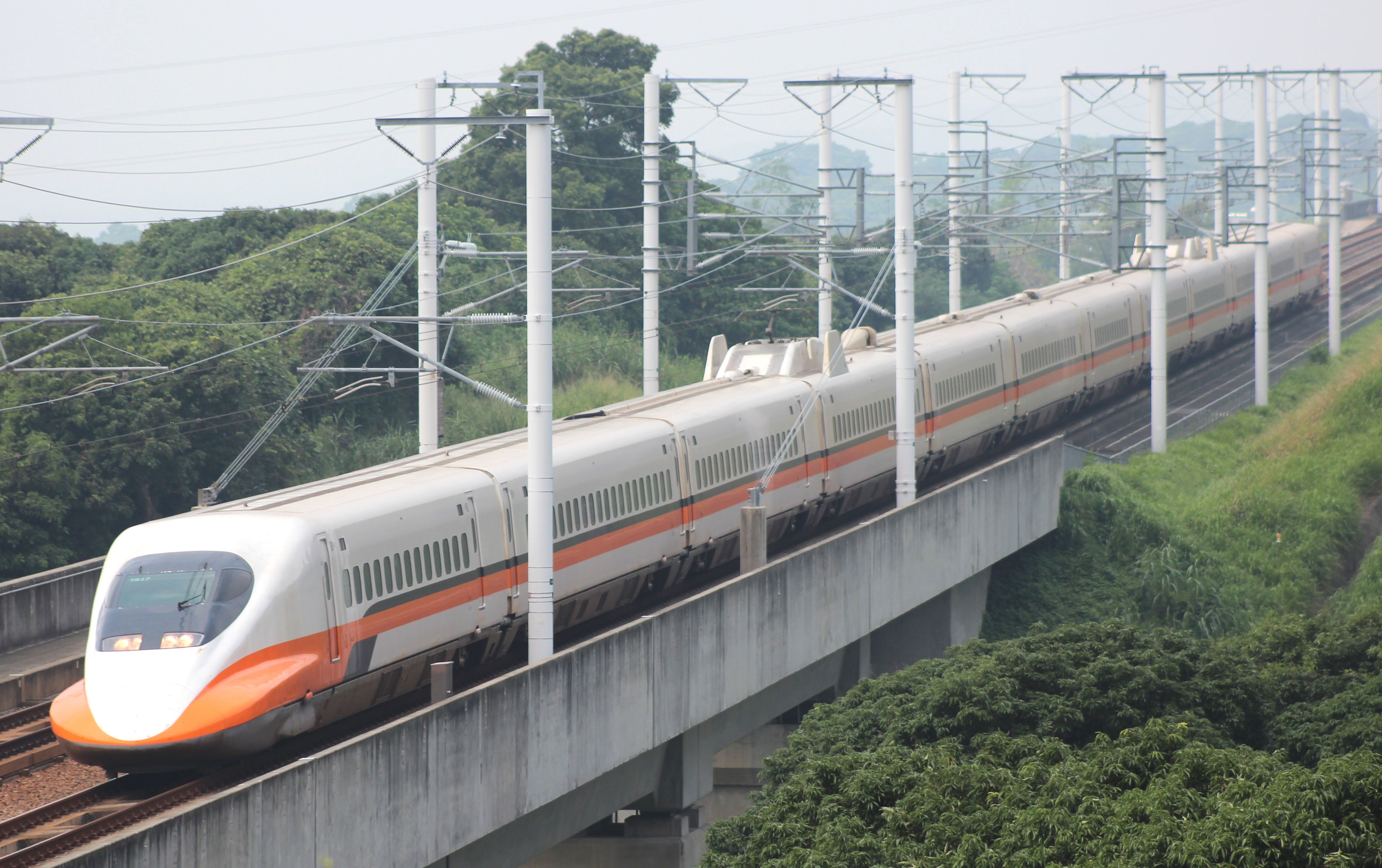
台湾高速鉄道700T型 （台湾）
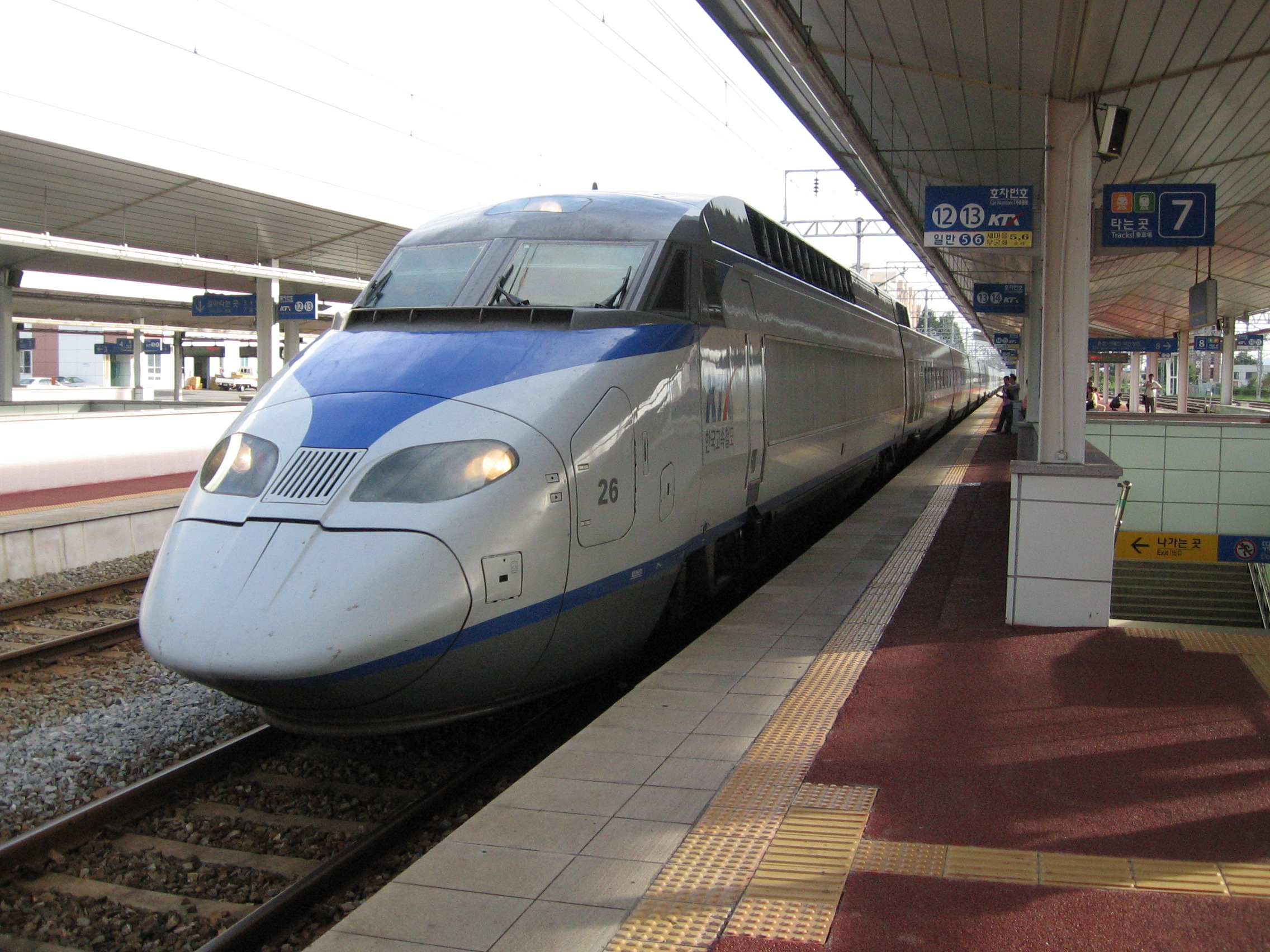
韓国高速鉄道KTX-I （大韓民国）
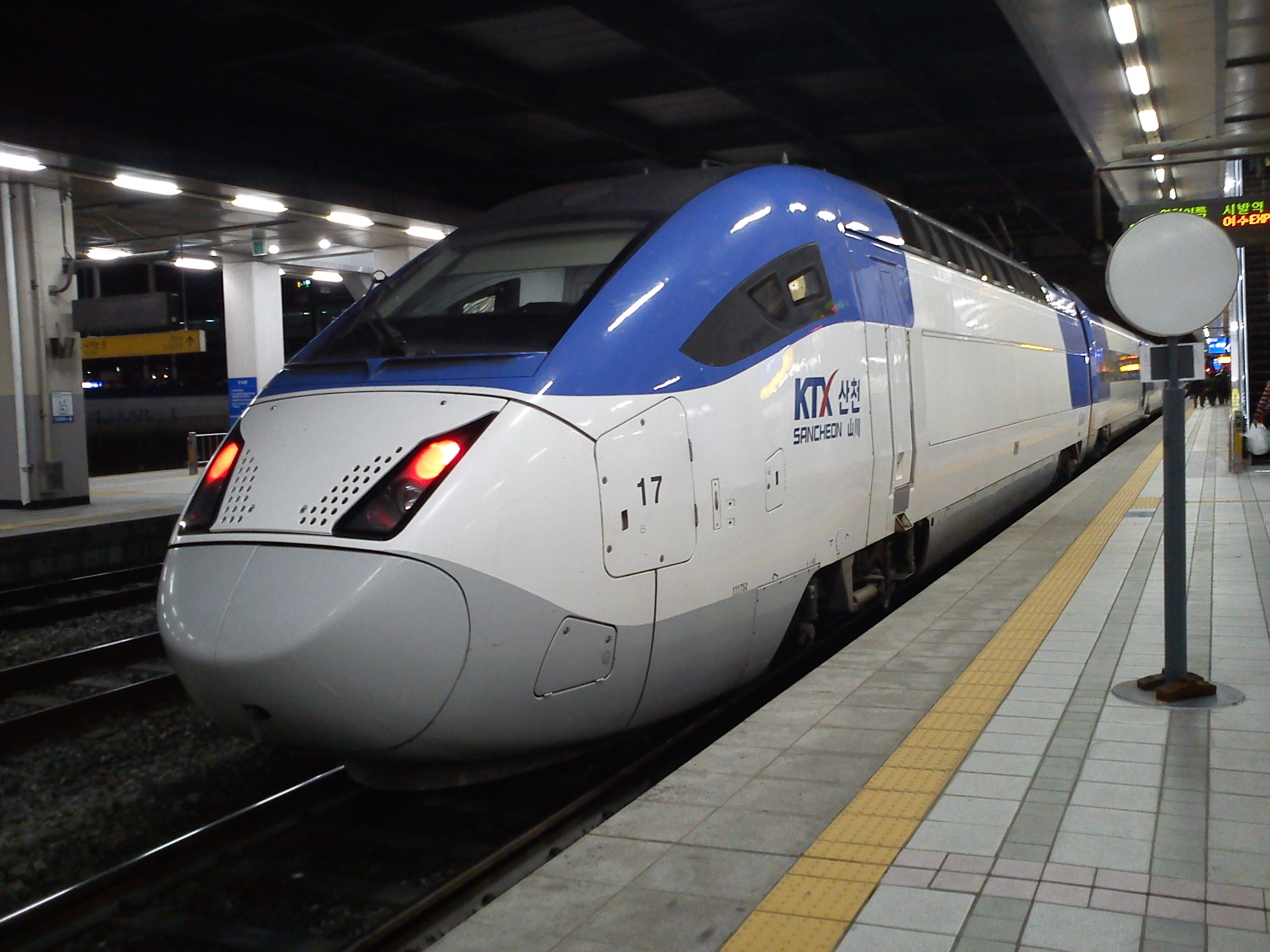
韓国高速鉄道KTX-山川 （大韓民国）
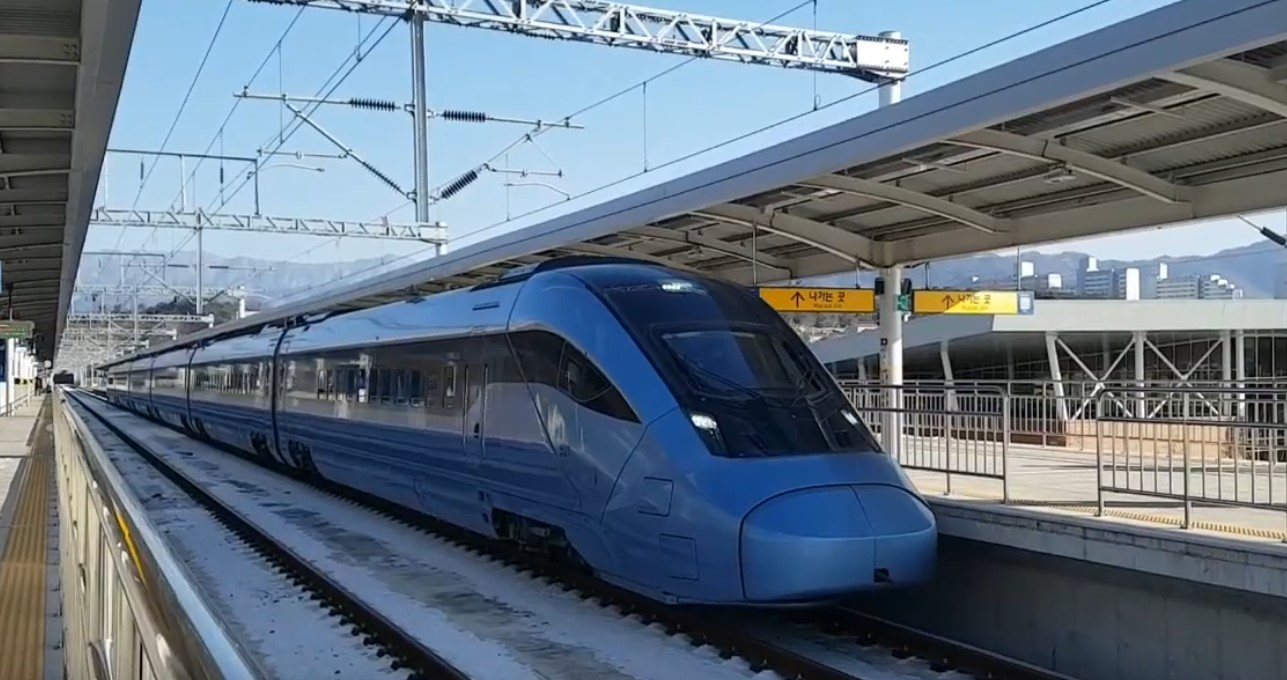
KTXイウム （大韓民国）
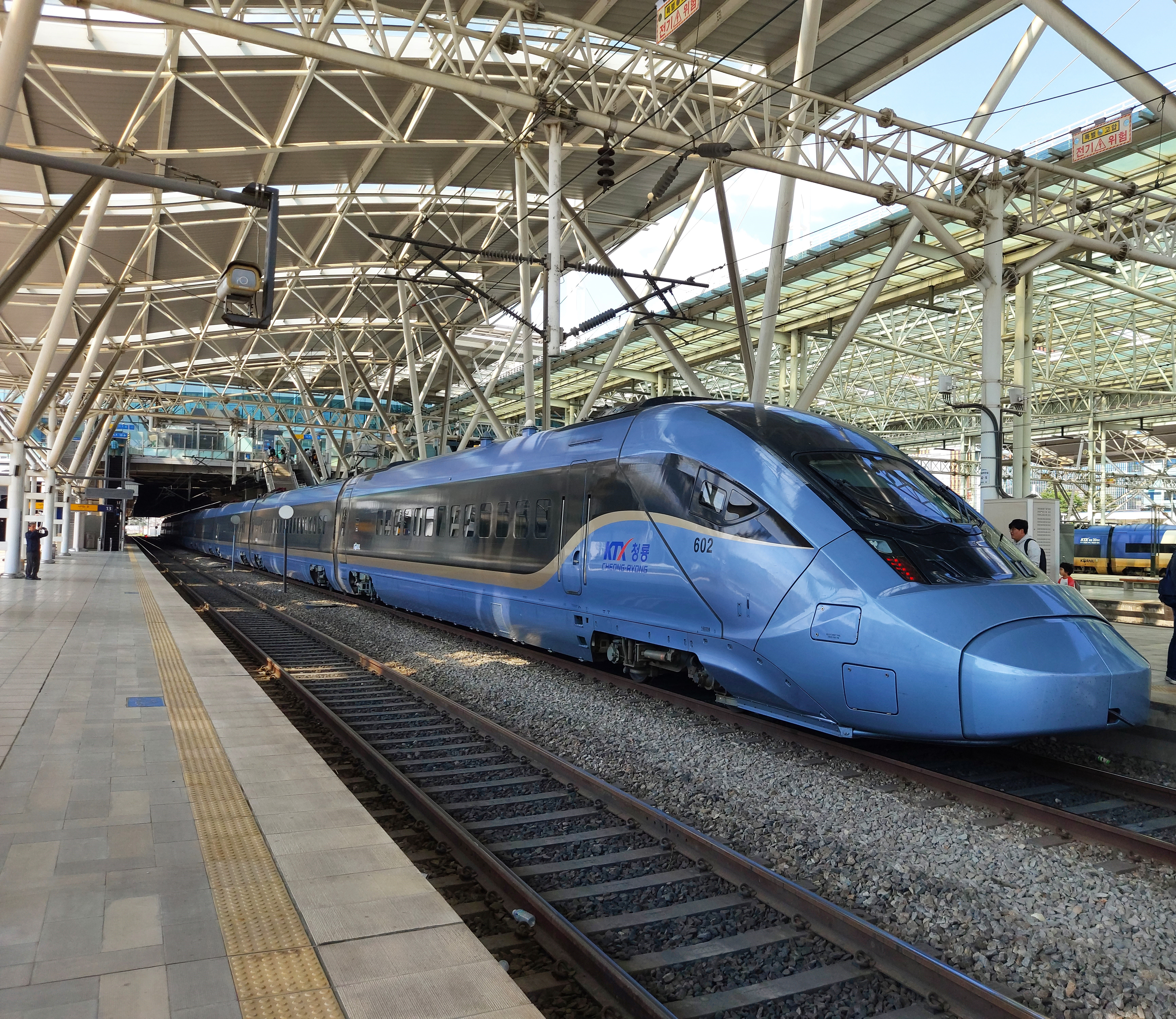
KTX青龍 （大韓民国）
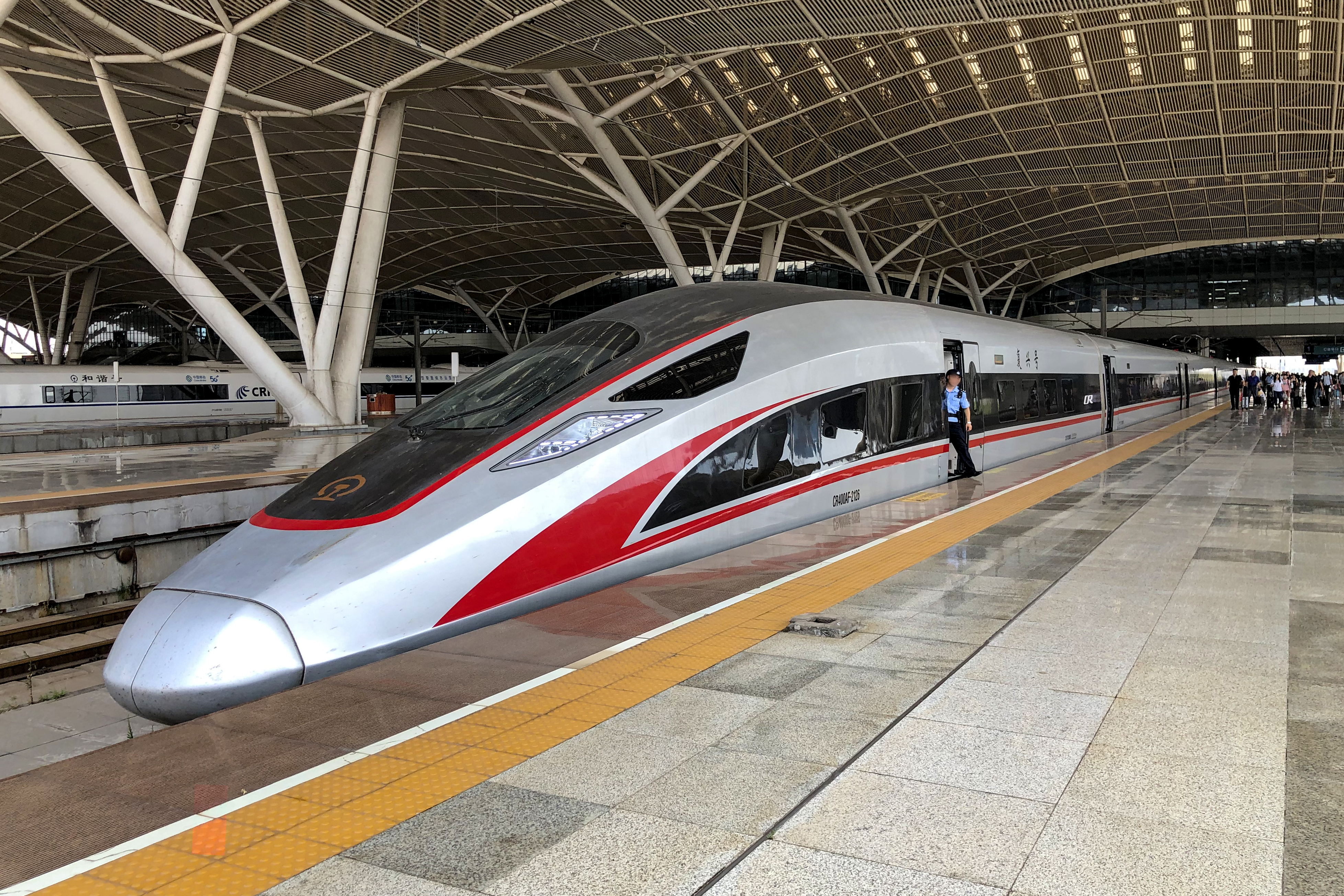
中国高速鉄道CR400AF型電車 （中華人民共和国）
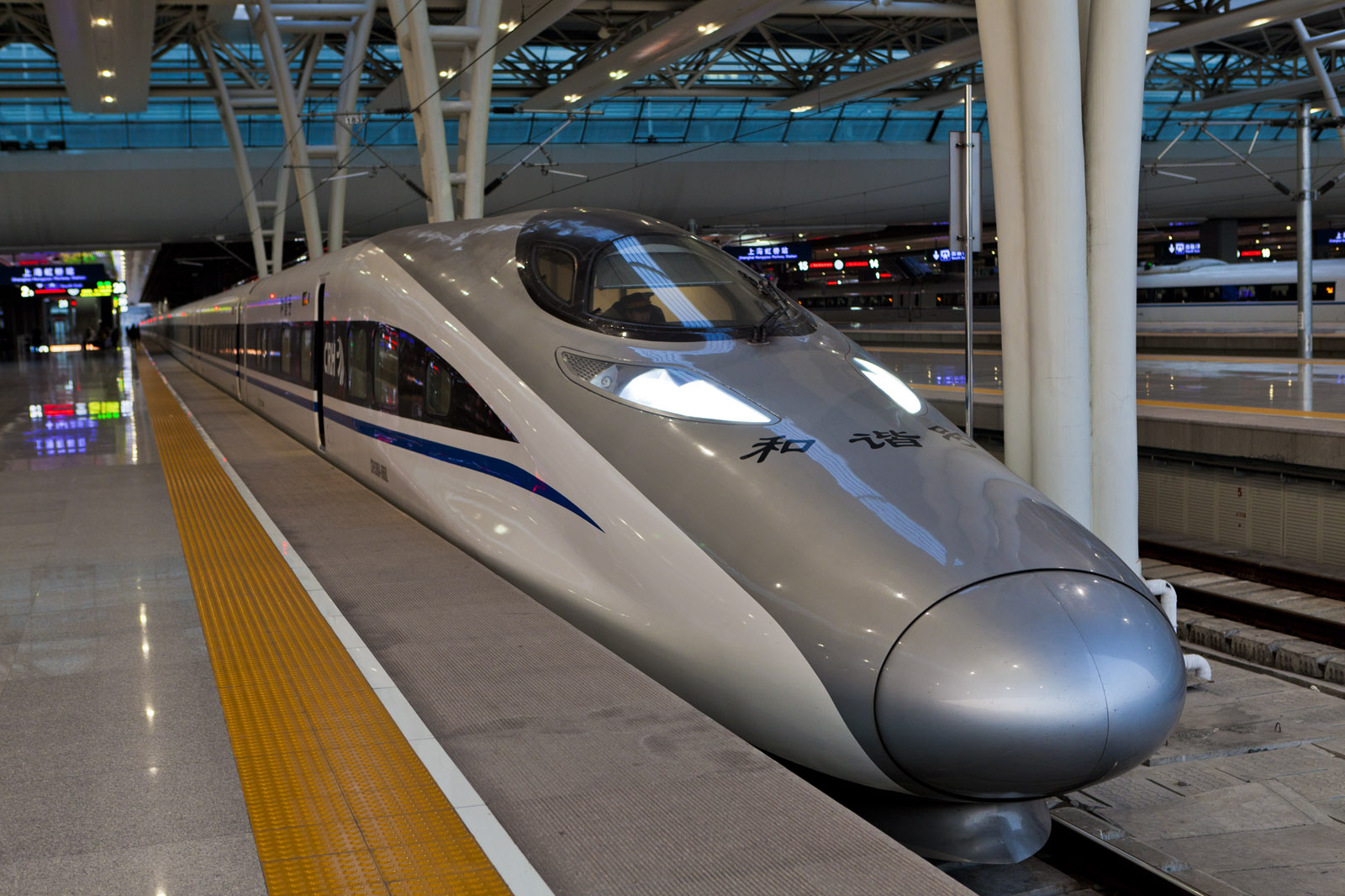
中国高速鉄道CRH380A型電車 （中華人民共和国）
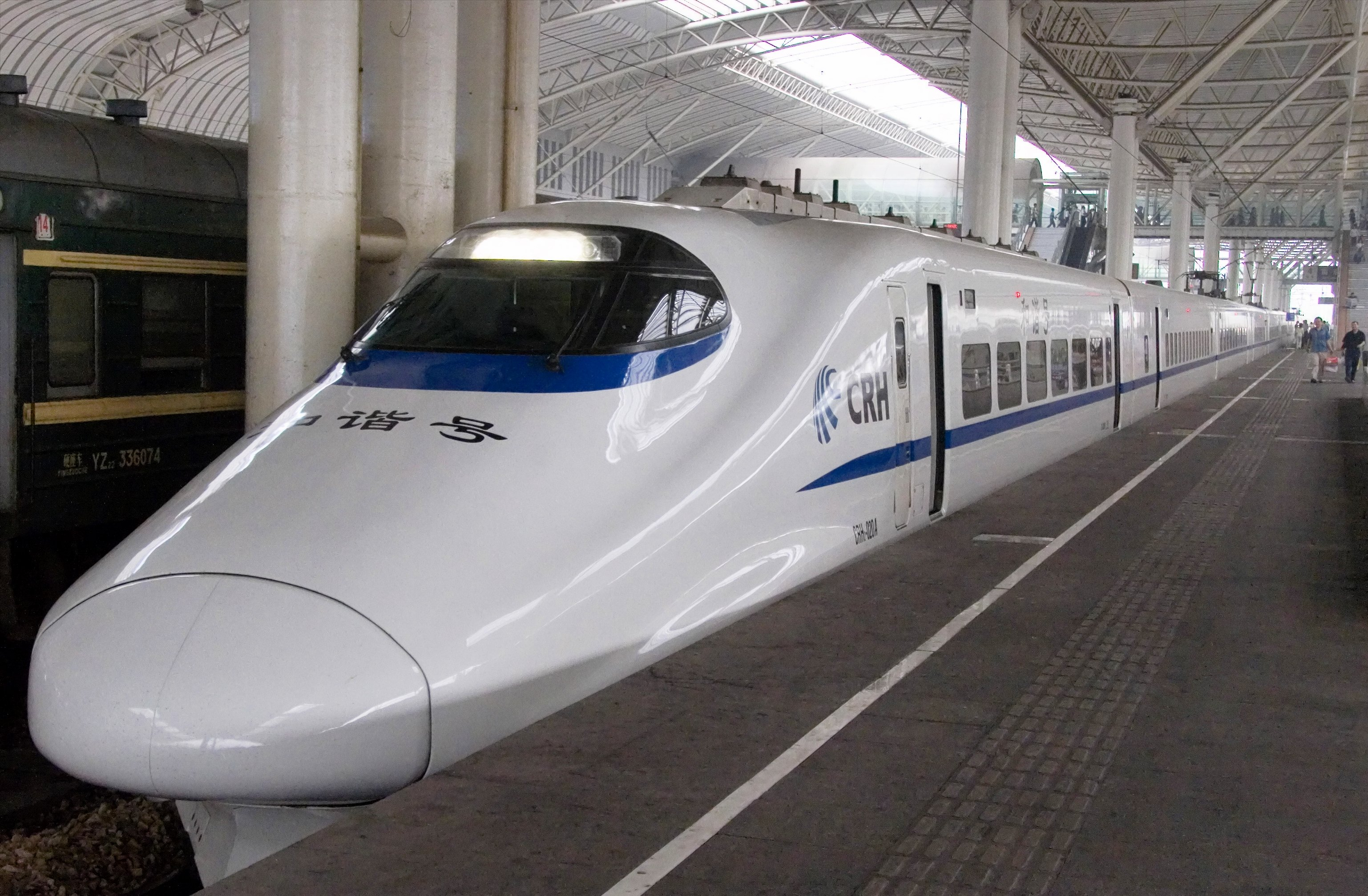
中国高速鉄道CRH2型電車 （中華人民共和国）
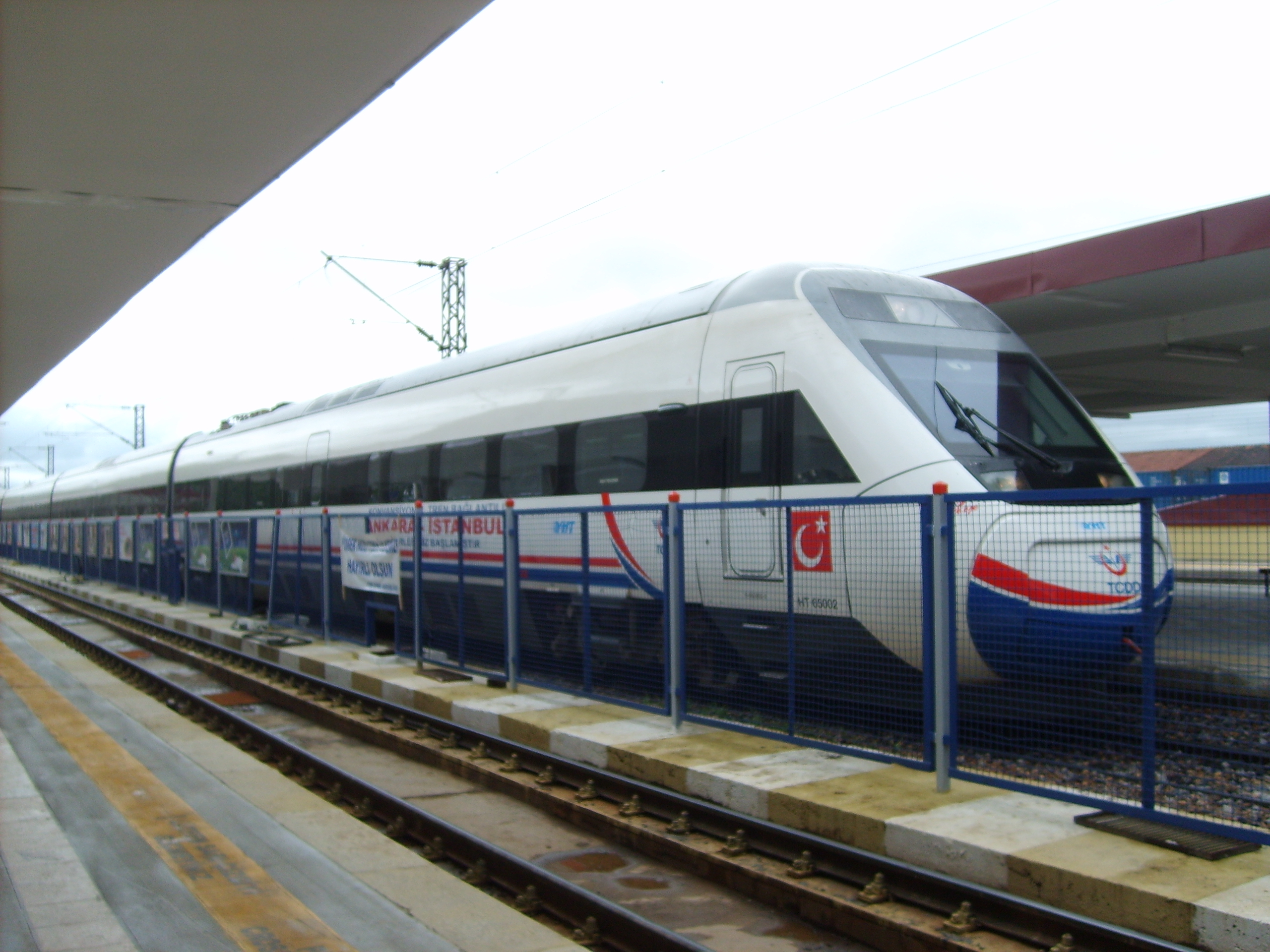
HT65000 （トルコ）
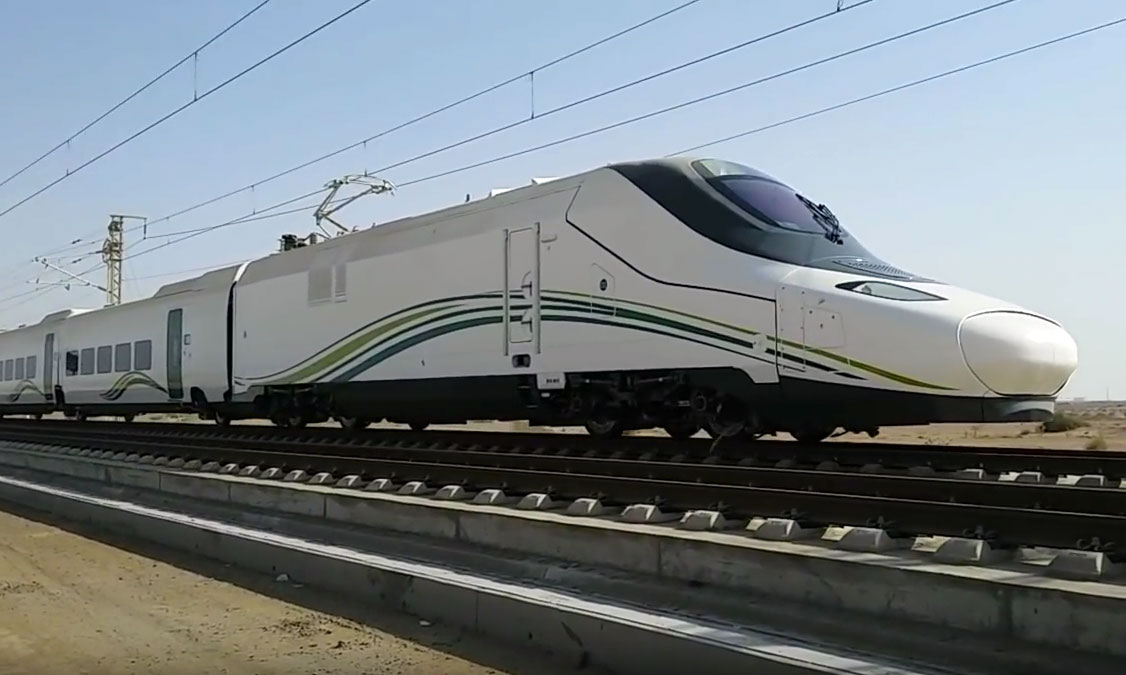
ハラマイン高速鉄道 （サウジアラビア）
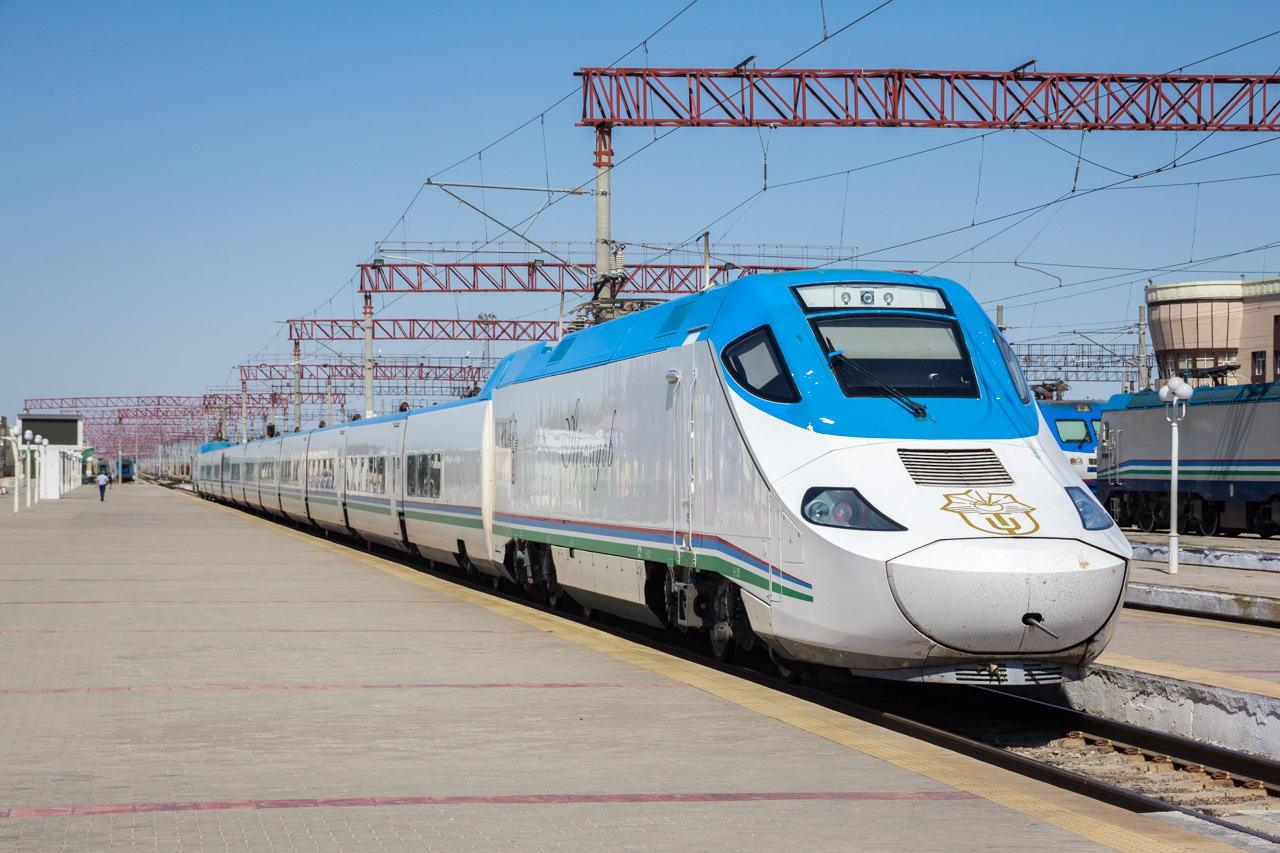
タシュケント·サマルカンド高速鉄道 （ウズベキスタン）
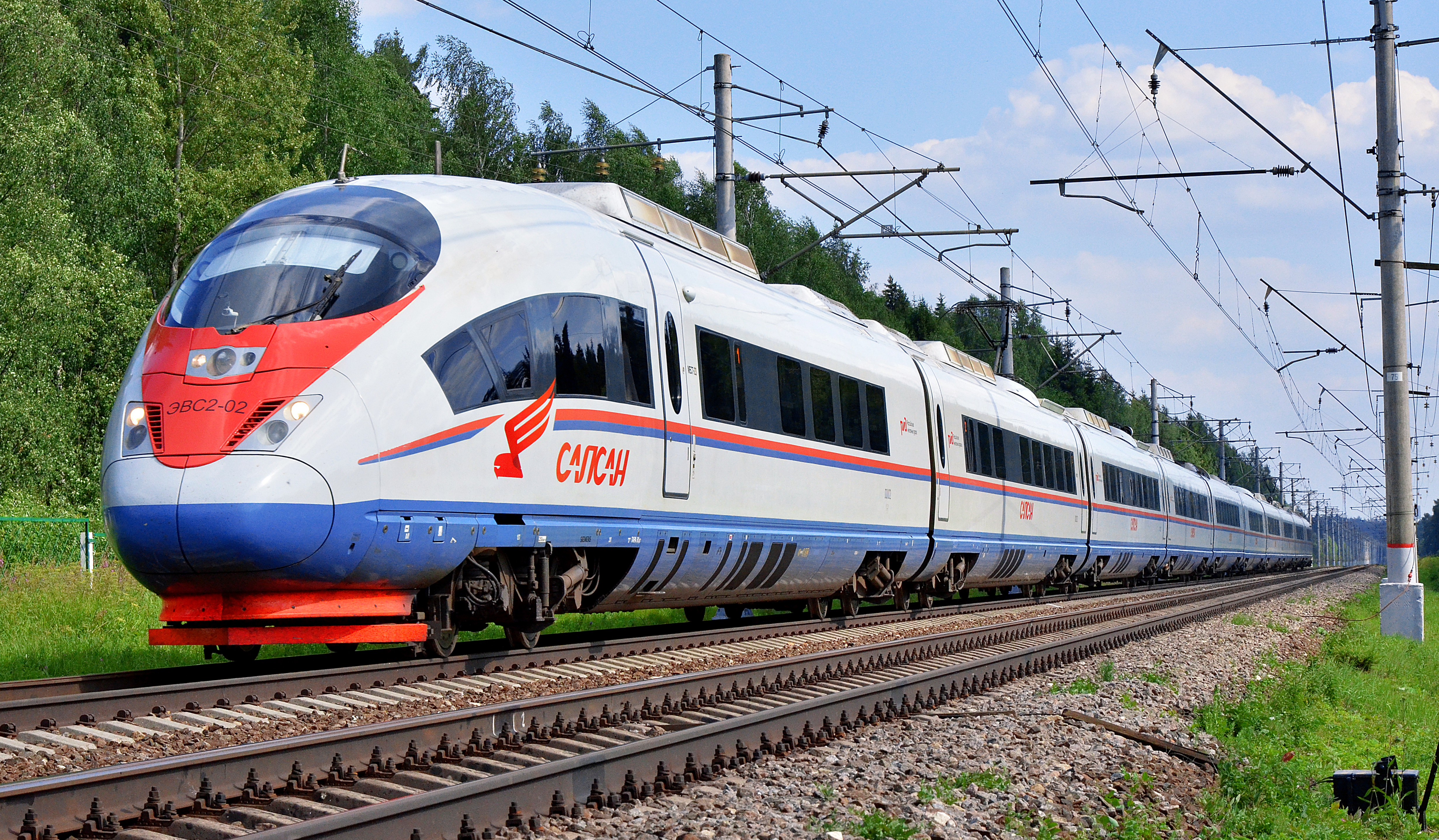
サプサン （ロシア連邦）
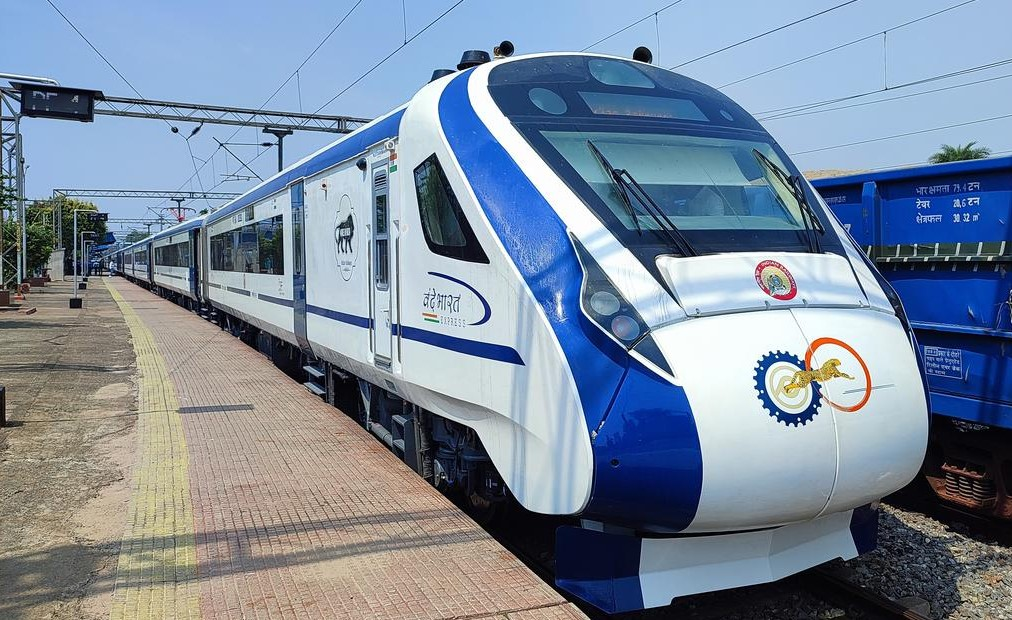
ヴァンデ·バーラド急行 （インド）

#### ヨーロッパ

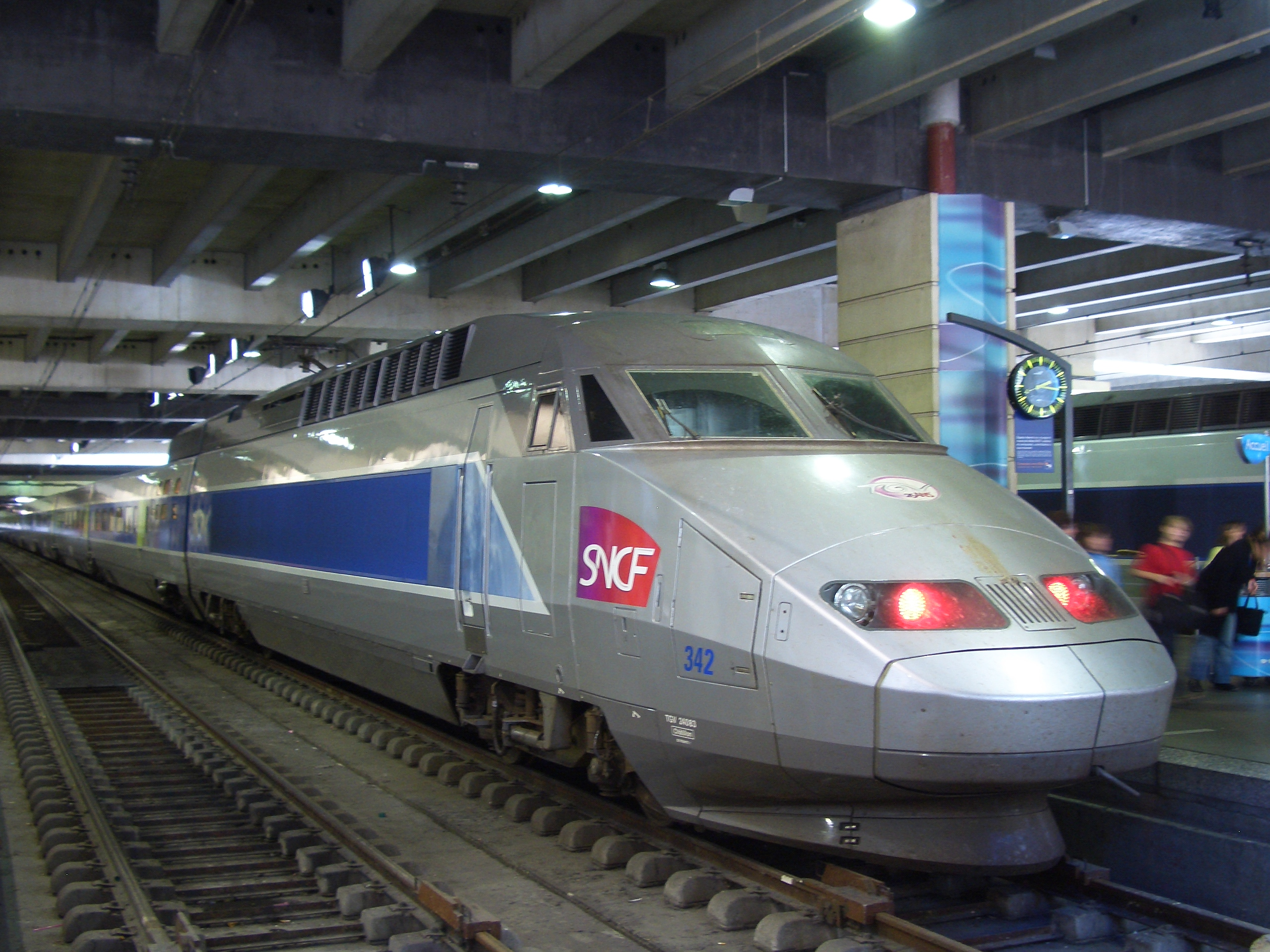
TGV （フランス）
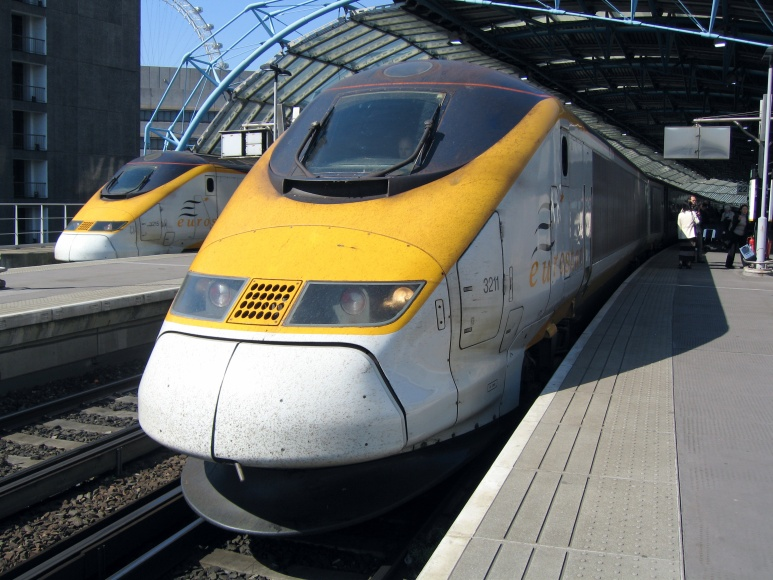
ユーロスター （イギリス・フランス・ベルギー）
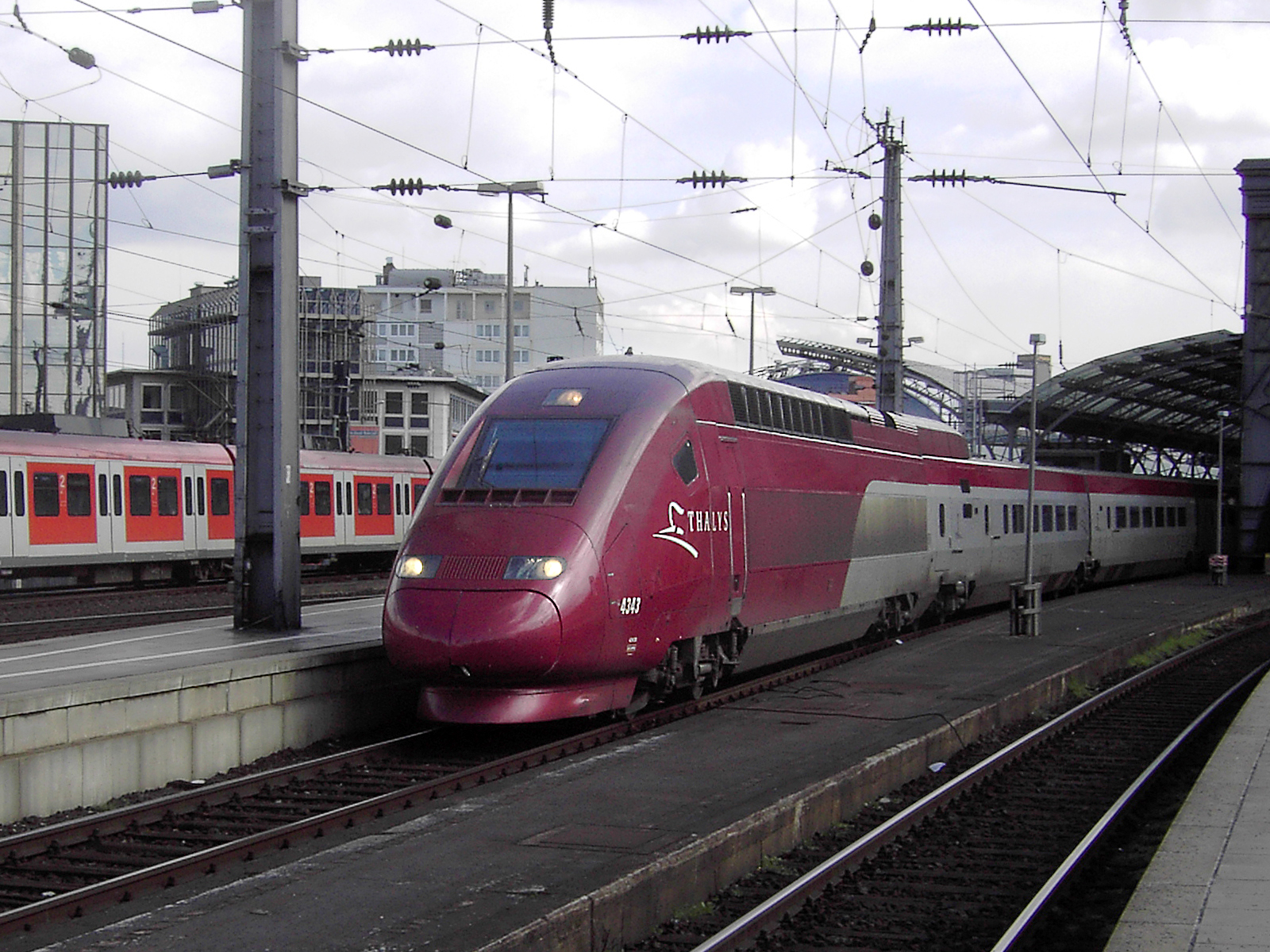
タリス （フランス・ベルギー・オランダ・ドイツ）
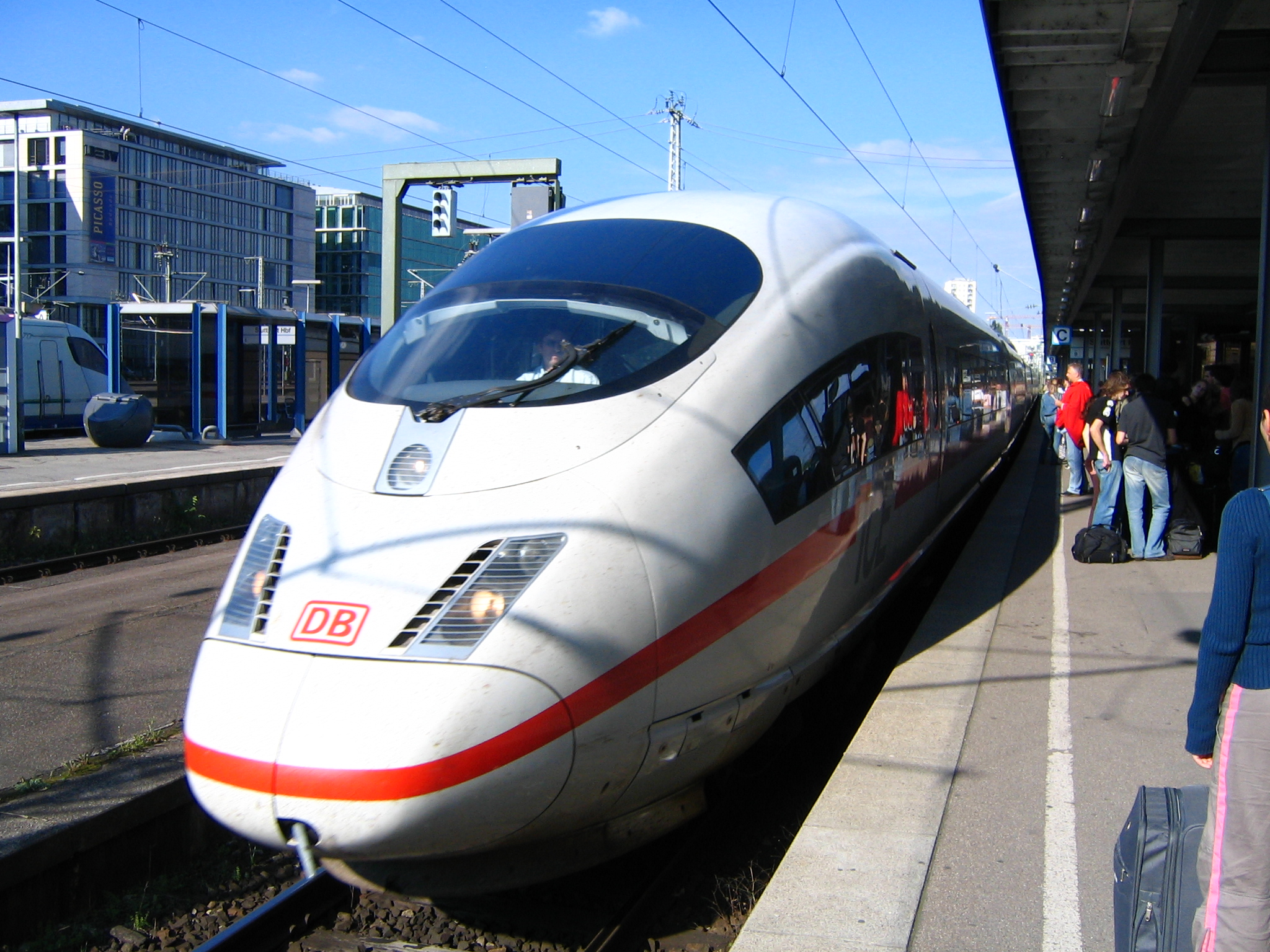
ICE （ドイツ・オーストリア・オランダ・スイス・デンマーク・ベルギー）
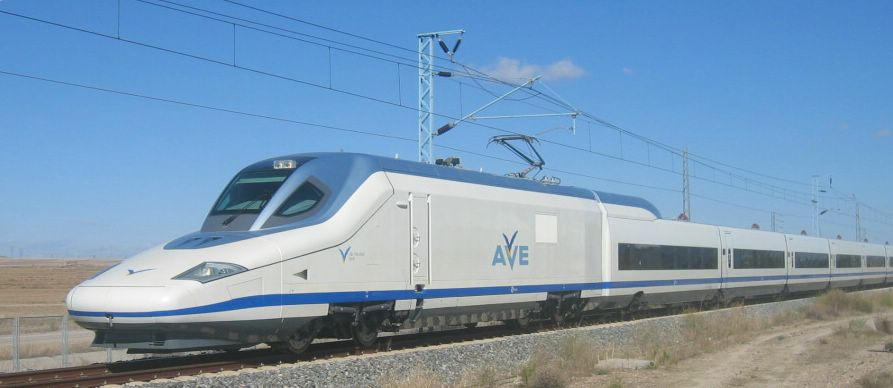
AVEのタルゴ350 （スペイン）
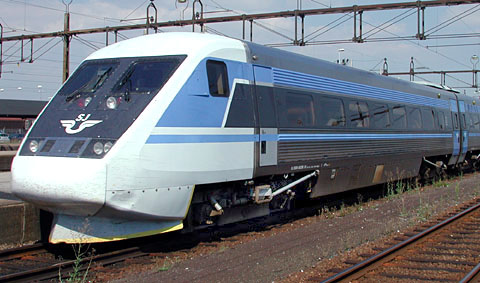
X2000 （スウェーデン）
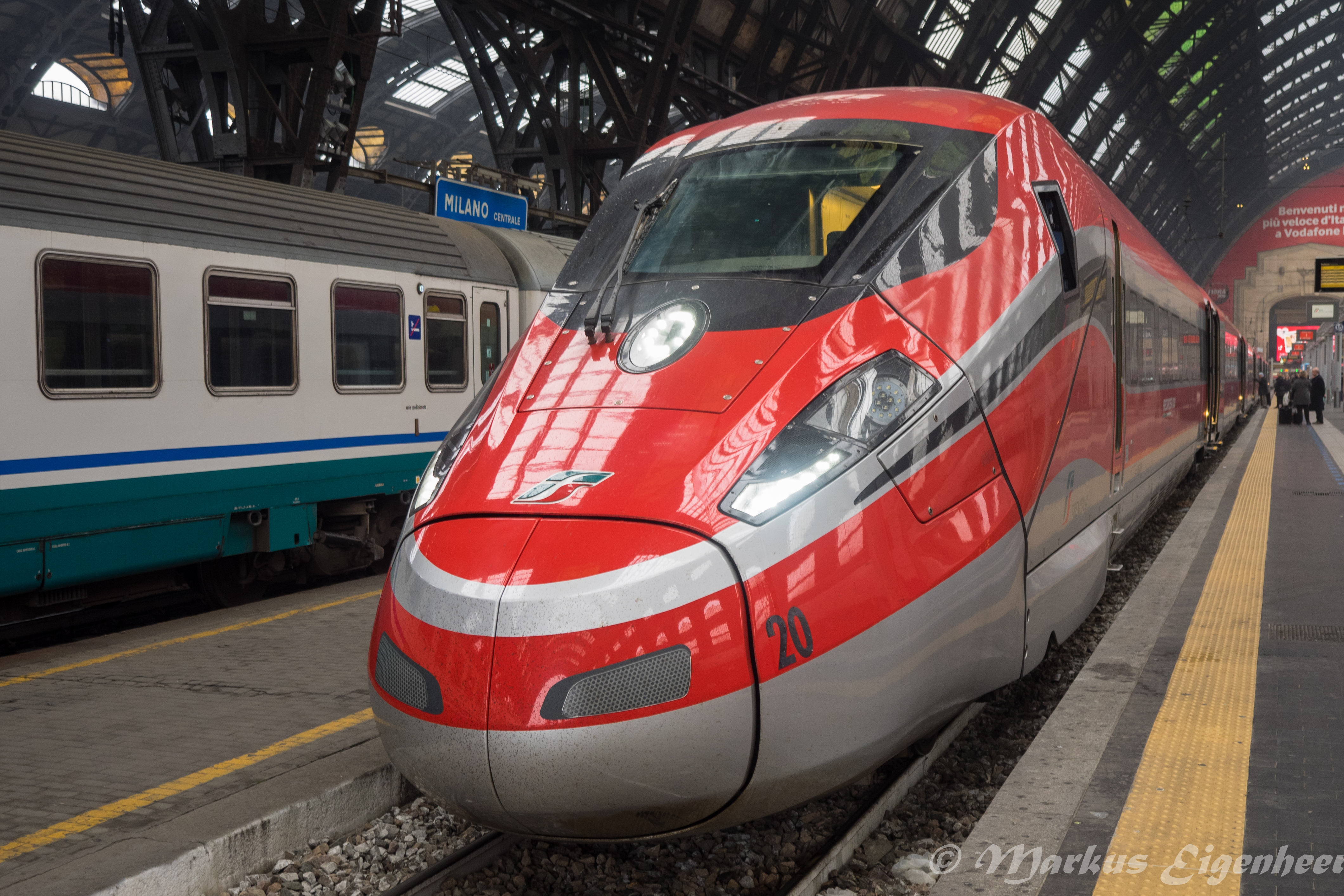
フレッチャロッサ ETR400 （イタリア）

#### その他の地域

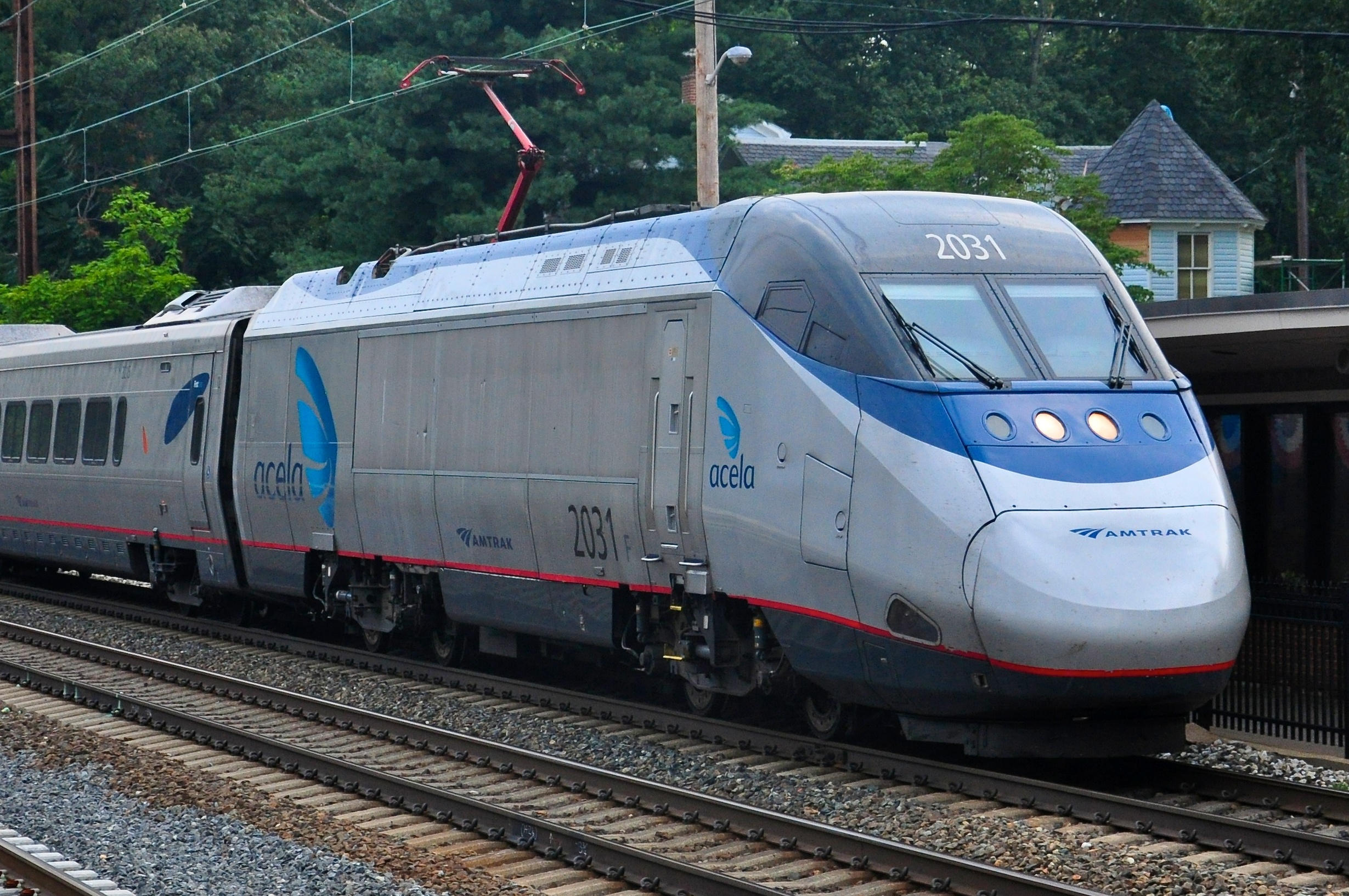
アセラ （アメリカ合衆国)
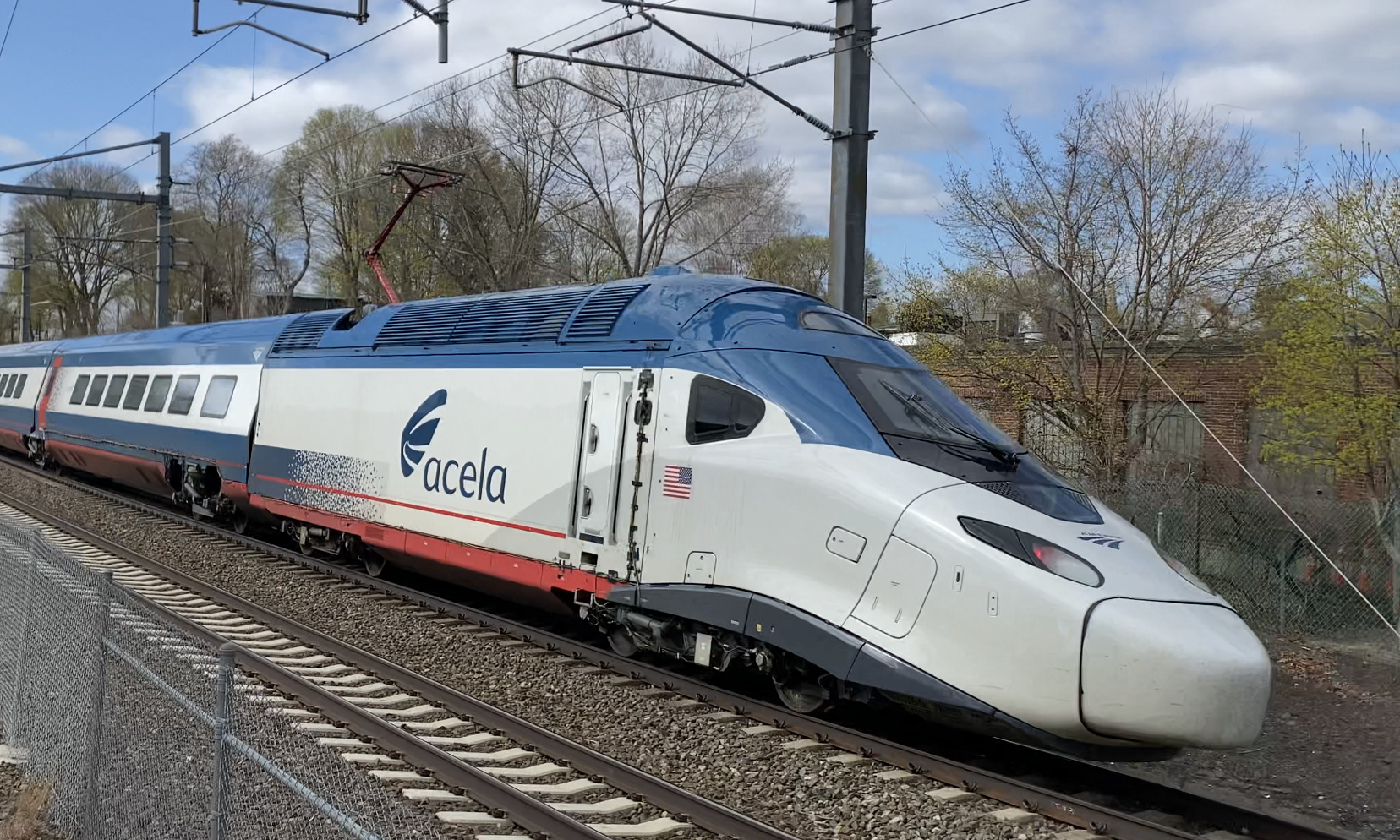
アセラII (アメリカ合衆国)
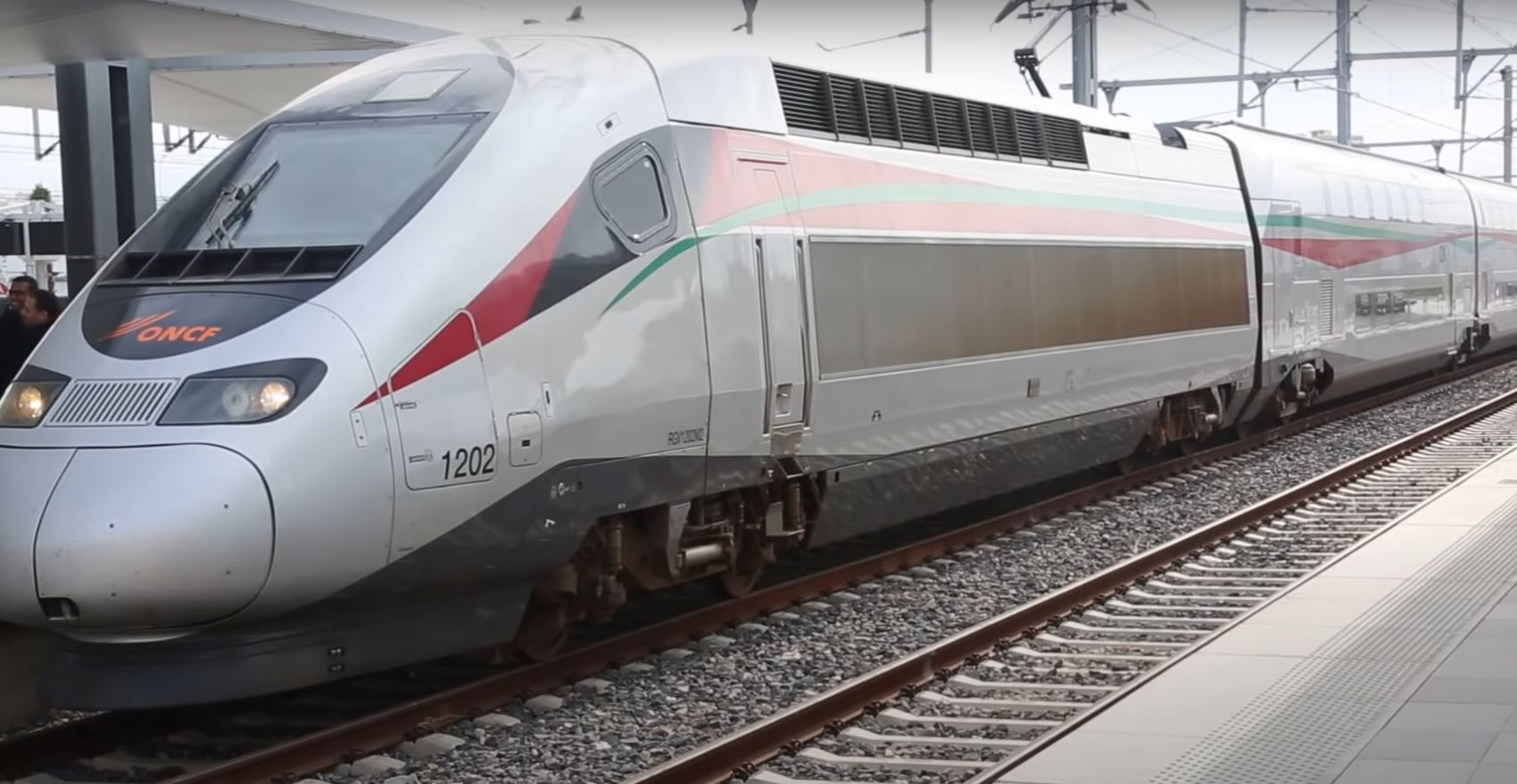
アル・ブラク （モロッコ）